# Geschlechtsidentität

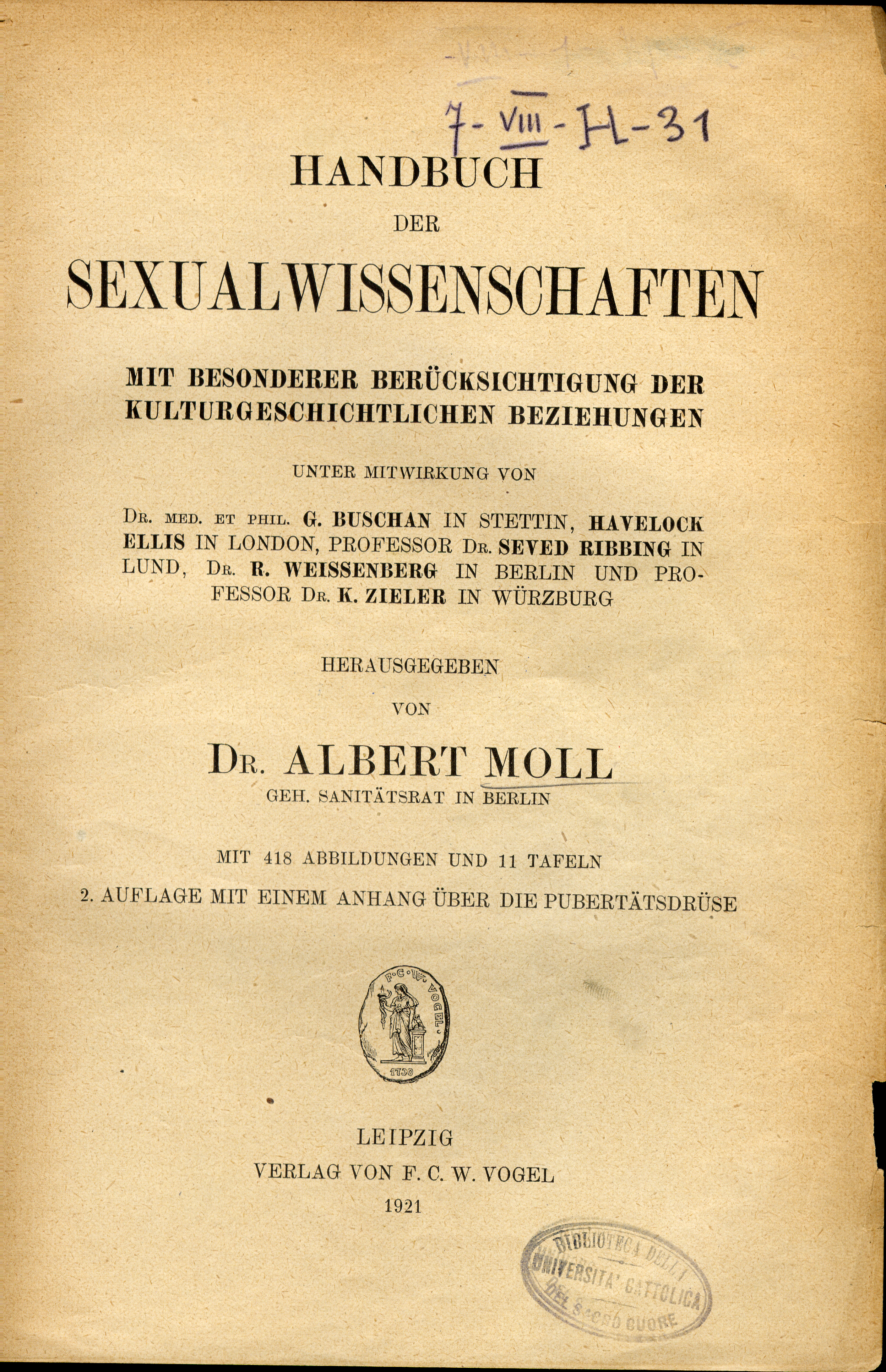
Handbuch der Sexualwissenschaften von Albert Moll 1921 mit frühen Beiträgen zum Thema „Geschlechtsidentität“

Die Geschlechtsidentität umfasst geschlechtsbezogene Aspekte der menschlichen Identität. Der Begriff verdichtet im öffentlichen und wissenschaftlichen Diskurs verschiedene Aspekte des Erlebens von Zugehörigkeit zu einem Geschlecht. Dabei geht es um die Fragen, welchem Geschlecht eine Person angehört, ob sie sich ihrem biologischen Geschlecht entsprechend oder davon verschieden erlebt und das zum Ausdruck bringen kann und ob sie die damit verbundene Rolle in sexuellen und sozialen Situationen unmissverständlich und mit Erfolg zu entfalten vermag.
Die Geschlechtsidentität ist Teil des Selbsterlebens eines Menschen und damit Teil seiner Identität, in die auch andere Rollen, mit denen sich eine Person identifiziert, eingehen. Damit drückt sie sich „auch im Geschlechtsrollenverhalten aus, also in all dem, was jemand tut oder läßt, um zu zeigen, dass er sich als Mann, als Frau, oder ‚irgendwie dazwischen‘ empfindet“. Die Geschlechtsidentität ist eine „evolutionär sehr junge, spezifisch menschliche, hochkomplexe Eigenschaft“.
Geschlechtsidentität sei, so die Sexualwissenschaftlerin Sophinette Becker, „sowohl das Ergebnis komplexen Zusammenwirkens körperlicher, seelischer und sozialer Faktoren, als auch das Ergebnis gewaltiger psychischer Abwehr- und Integrationsleistungen“. Sie sei „ebenso wenig natürlich gegeben, wie ausschließlich das Produkt einer freien Wahl“.

## Der Begriff und seine Geschichte
Es gibt für den Begriff der Geschlechtsidentität keine verbindliche und allgemein oder auch nur in den Bezugswissenschaften anerkannte Definition, auf die man sich geeinigt hätte. Das führt zu Unsicherheiten darüber, welche Bedeutung diesem Begriff innewohnt, wenn er nicht im jeweiligen Kontext erläutert wird. Darüber hinaus werden andere Begriffe, wie Identitätsgeschlecht, Geschlechtsrollenidentität oder sexuelle Identität als Synonyme verwendet, in der Regel ohne dass geklärt wird, ob tatsächlich Gleiches oder hinreichend Ähnliches gemeint ist. In dieser Hinsicht unterscheiden Psychologie, Soziologie und Sexualwissenschaft als zentrale Bezugswissenschaften oft nicht. In der medialen Verwendung der Begriffe wird meist noch weniger differenziert. Mitunter wird dann auf Selbstverständliches aufmerksam gemacht: „In der Wissenschaft ist es […] notwendig, sich über die verwendeten Begriffe Klarheit zu verschaffen.“
Der Sexualwissenschaftler John Money prägte in den 1950er Jahren den Begriff der Geschlechterrolle (englisch “gender role”) und stellte ihm 1963 jenen der Geschlechtsidentität (“gender identity”) zur Seite, für den er 1965 in seinem Glossar eine formale Definition gab. Money verstand beide Begriffe als sich gegenseitig bedingend: Die Geschlechterrolle sei der äußerlich sichtbare Ausdruck der Geschlechtsidentität, die Geschlechtsidentität die innere Wahrnehmung der eigenen Geschlechterrolle.
Die Psychoanalytiker Ralph R. Greenson und Robert Stoller definierten Geschlechtsidentität 1964 bezogen auf das körperliche Geschlecht. Es gehe um die Gewissheit, welchem Geschlecht (englisch “sex”) man angehöre, und um das Bewusstsein, männlich oder weiblich zu sein.
In seiner Schrift Sex and Gender verwendete Stoller 1968 erstmals das Wort Gender, um Männlichkeit und Weiblichkeit einer Person von deren körperlichem Geschlecht (engl. “sex”) abzugrenzen. Die Geschlechtsidentität, die sich auf das körperliche Geschlecht bezieht, wurde von Stoller als “core gender identity” (deutsch: Kerngeschlechtsidentität) bezeichnet. Gender und Geschlechtsidentität erfuhren einen Bedeutungszuwachs, teilweise wurde Geschlechtsidentität als Oberbegriff verstanden. Richard Green beispielsweise verwendete bereits 1974 Geschlechtsidentität als Oberbegriff für Kerngeschlechtsidentität, Geschlechtsausdruck und sexuelle Orientierung.
Eberhard Schorsch und andere hatten 1985 in Zusammenfassung von Stollers Ausführungen eine Definition zur sexuellen Identität vorgeschlagen und empfohlen, sie als einen Oberbegriff zu verstehen, unter dem drei verschiedene Sachverhalte subsumiert sind: die sogenannte Kerngeschlechtlichkeit als elementares Bewusstsein der Geschlechtszugehörigkeit, die Geschlechtsrolle im Sinne sozialer Potenz in dieser Rolle und der Sex im engeren Sinn, aber auch im Sinne eines Vertrauens in Vollwertigkeit und Potenz.
In ihrem Vortrag vom Dezember 2018 teilte die Sexualwissenschaftlerin Sophinette Becker mit, der Begriff Identität sei „ein recht spät auftauchender Begriff, der im Zusammenhang mit Unsicherheit über die Identität entstand“. Der Begriff Geschlechtsidentität sei aufgekommen, als die Begriffe Mann und Frau „nicht mehr klare Selbstverständlichkeiten waren“.
Der Sexualwissenschaftler Bosinski macht für die begrifflichen Unsicherheiten insbesondere eine mangelnde Unterscheidung von „geschlechtsspezifischen“ und „geschlechtstypischen“ Merkmalen verantwortlich und widmet ihrer Beschreibung in Auswertung zahlreicher Forschungsergebnisse besondere Aufmerksamkeit.

„Die Fragen, warum und wie jemand zur Frau / zum Mann wird, was es heißt, eine Frau / ein Mann zu sein, ob, wie und ggf. warum Frauen und Männer anders denken, fühlen und handeln, gehören zu den spannendsten, aber auch umstrittensten Problemen humanwissenschaftlicher Forschung überhaupt.“

Zu den „geschlechtsspezifischen“ Merkmalen rechnet er die „Determinierung des genetischen Geschlechts“, aber auch jene des „Keimdrüsengeschlechts“, der „inneren Genitalstrukturen“ und der „äußeren Genital-Konfiguration“. Im Unterschied dazu befasst er sich für die „geschlechtstypischen“ Merkmale beispielsweise mit der „Körperhöhe“ – „Durchschnittlich (typischerweise) sind Männer in allen Kulturen ca. 8–10 cm größer als Frauen“ –, mit der Intelligenz – wenn auch für einzelne Faktoren, so ließen sich für die „Gesamtintelligenz keine Geschlechtsunterschiede“ finden – und mit der Aggressivität – „Männer zeigen durchschnittlich mehr unprovoziertes (!) fremdverletzendes Verhalten als Frauen“. Abweichungen von den geschlechtsspezifischen Merkmalen gelten als krankhaft, während Abweichungen in den geschlechtstypischen Unterschieden „nicht krank, sondern die Regel“ seien.
Im Lauf der Jahre hat es zahlreiche Umwidmungen der verschiedenen Begriffe im Zusammenhang mit dem der Geschlechtsidentität gegeben, die jedoch eher zu einer wachsenden Unübersichtlichkeit beigetragen, als zu einer Klärung geführt haben.
Im Jahr 2006 wurden in der indonesischen Stadt Yogyakarta die sogenannten Yogyakarta-Prinzipien ausgehandelt, die laut Heiner Bielefeldt „den aktuellen Stand der internationalen Menschenrechtsdiskussion“ repräsentieren und der „Weiterentwicklung der Menschenrechte“ dienen sollen. Sie wurden im Jahr 2008 von der inzwischen gegründeten Hirschfeld-Eddy-Stiftung erstmals in deutscher Sprache herausgegeben.

„Unter ‚geschlechtlicher Identität‘ versteht man das tief empfundene innere und persönliche Gefühl der Zugehörigkeit zu einem Geschlecht, das mit dem Geschlecht, das der betroffene Mensch bei seiner Geburt hatte, übereinstimmt oder nicht übereinstimmt; dies schließt die Wahrnehmung des eigenen Körpers (darunter auch die freiwillige Veränderung des äußeren körperlichen Erscheinungsbildes oder der Funktionen des Körpers durch medizinische, chirurgische oder andere Eingriffe) sowie andere Ausdrucksformen des Geschlechts, z. B. durch Kleidung, Sprache und Verhaltensweisen, ein.“

## Entwicklung geschlechtlicher Identität
Bosinski ging davon aus, dass „die Entwicklung der Geschlechtsidentität durch ein hochkomplexes, zeitabhängiges biopsychosoziales Bedingungsgefüge determiniert“ werde. Spätestens seit Simone de Beauvoir und ihrem 1949 erschienenen Buch Das andere Geschlecht hat sich eine fortdauernde Kontroverse über die Geschlechtsidentität und die Frage entwickelt, ob sie sich bevorzugt „oder gar ausschließlich“ über biologische Gegebenheiten, Einflüsse der Sozialisation oder die Wirkung psychogenetischer Faktoren konstituiert. Bosinski meint, es habe „den Anschein, als ob nun ein erneutes ‚Umschwingen des Diskurs-Pendels‘“ erfolge. Das sei zwar auch durch wissenschaftliche Befunde induziert, werde maßgeblich aber durch den „Zeitgeist“ beeinflusst. Der könne sich jedoch nicht nur von aktuellen wissenschaftlichen Ergebnissen entfernen, sondern ganz im Widerspruch zu ihnen stehen.
Zu der Frage, wie sich die Geschlechtsidentität in der individuellen Entwicklung herausbildet, hat die psychoanalytische Theorie einiges beigetragen. Nach Jessica Benjamin verläuft die Sexualentwicklung vom Autoerotismus über den Narzissmus zur genitalen Liebe. Sie beschrieb im Detail vier Phasen in der Entwicklung der Geschlechtsidentität.
Während der ersten 1 ½ Lebensjahre „bildet sich die geschlechtliche Identität im Kern“ heraus. Dabei handele es sich um eine „bloß empfundene Überzeugung, männlich oder weiblich zu sein“. Daraus werde später die „Überzeugung, der einen oder der anderen Gruppe zuzugehören“. Das sei, was der Begriff Geschlechtszugehörigkeit bedeute.
In der 2. Hälfte des 2. Lebensjahres beginne mit der frühen Differenzierung die nächste Phase in der Herausbildung geschlechtlicher Identität „auf der Ebene der Identifikationen“. „In Abgrenzung von der geschlechtlichen Kern-Identität“ wurde dieses Phänomen 1983 von Person und Oversy mit dem Begriff der Geschlechtsrollenidentität beschrieben, weil männliche und weibliche Selbstbilder im Zentrum stehen. Das sei eine „psychische Errungenschaft“, die im Konflikt „von Trennung und Individuation erworben wird“. Das Kind beginne, beide Eltern bewusst und auch im Geschlecht zu unterscheiden. Mutter repräsentiere dabei in einem, wie Benjamin es nennt, traditionellen Geschlechterarrangement idealtypisch „Halten, Bindung und Versorgung“, Vater repräsentiere „Außenwelt, Erforschung und Freiheit“. Es gehe im Erleben des Kindes noch nicht um eine Triade, also Vater-Mutter-Kind, sondern noch um Dyade, also Vater-Kind oder Mutter-Kind. Hier entstehe so etwas wie „identifikatorische Liebe“.
Im Alter von 2 bis 3 ½ Jahren sei die Liebesfähigkeit des Kindes noch stark narzisstisch gefärbt. Wenn der Junge in dieser Zeit wie Mutter und das Mädchen wie Vater sein wolle, sei das weder Ausdruck der Ablehnung des eigenen Geschlechtes noch Reaktion auf Konflikte – Freud sprach als einen zentralen Konflikt während der psychosexuellen Entwicklung des Kindes beispielsweise Kastrationsdrohungen an. Stattdessen gehe es um Liebe und Bewunderung für das jeweils andere Geschlecht. Kinder würden nun beginnen, das „Repertoire von Gesten und Verhalten, das die Kultur zum Ausdruck von Männlichkeit und Weiblichkeit bereithält, für sich zu assimilieren“. Noch versuchten die Kinder aber, „beide Optionen in sich selbst zu verwirklichen“. Nur langsam dringe, gegen Ende dieser Entwicklungsphase, der Konflikt „zwischen Wunsch und anatomischer Realität“ ins Bewusstsein. „Diese Phase ist […] von ständigem Protest gegen die immer deutlichere Wahrnehmung der Geschlechterunterschiede gekennzeichnet“. Beide aber würden – noch – alles sein wollen und protestierten gegen die „geschlechtsspezifischen Grenzen“. Sich auf Sigmund Freud beziehend gingen ältere psychoanalytische Konzepte, die inzwischen weitgehend aufgegeben wurden, davon aus, dass Jungen in dieser Entwicklungsphase die Gebärfähigkeit und Mädchen den Penis neiden würden. Als Erste stellte sich Karen Horney 1922 diesen theoretischen Konstrukten Freuds entgegen.
Gegen Ende des vierten Lebensjahres beginne die Phase der „eigentlichen Geschlechterdifferenzierung“. Dabei würden „die komplementären Gegensätze dem Selbst und dem Anderen zugeordnet“. In dieser Phase werde die identifikatorische Liebe zum – „gewöhnlich, aber nicht zwangsläufig“ – andersgeschlechtlichen Elternteil aufgegeben. Dies führe nicht selten zu Rivalität und „verächtliche[r] Ablehnung des anderen Geschlechts“ oder zu Liebe und Sehnsucht nach dem verlorenen Anderen. In dieser Phase könne ein „chauvinistische[s] Beharren auf dem eigenen Geschlecht“ – „jede(r) muss genauso sein wie ich“ – beobachtet werden. Die gleichgeschlechtliche Identifikation werde nun unterstützt durch andere als die Elternfiguren und auch durch Gleichaltrige. Idealtypisch würden nun die eigenen Grenzen anerkannt und im Anderen das geliebt, was verschieden ist. Das bedeute, angekommen zu sein bei „Identifikation und Objektliebe“. Insbesondere die Liebe, die sich auf den Anderen richtet, setze Spannungstoleranz voraus und die müsse sich entwickelt haben, damit dieser Entwicklungsschritt gelingen könne. Je weniger das Kind in „rigiden, komplementären Rollenvorstellungen“ steckenbleibe, umso eher könne sich, wie Benjamin sagt, eine entspannte „Vertrautheit mit Besonderheiten des anderen Geschlechts“ einstellen.
Ist dieser individuelle Entwicklungsprozess abgeschlossen, hätten Kinder zunächst „hochgradig stereotypisierte Urteile darüber, was Jungen können und Mädchen nicht und umgekehrt“, was allerdings „soziokulturellen Schwankungen unterworfen“ sei. In der Folge sei es „eine Entwicklungsaufgabe des Kindes, zu lernen, sich entsprechend der durchschnittlichen Erwartungen an seine Zugehörigkeit zum männlichen oder weiblichen Geschlecht zu verhalten“. Dabei seien, so Bosinski im Jahr 2000, „in modernen Industriekulturen […] die Grenzen zwischen Mann-Sein und Frau-Sein nicht mehr derart zementiert wie etwa noch vor 30 Jahren“.
Für den „Prozess der Entwicklung einer ‚erziehungskonträren‘ Geschlechtsidentität“ hat Bosinski vorgeschlagen, davon auszugehen, dass sie „von einer Nicht-Identifizierung mit dem durch die Erziehung angetragenen Geschlecht bzw. einem ‚Wohler-fühlen‘ in der Rolle des anderen Geschlechts über eine Ablehnung der körperlichen Aspekte des Erziehungsgeschlechts und der Realisierung einer für diese Rolle ‚unpassenden‘ sexuellen Orientierung bis zu einer Flucht aus dem Erziehungs- in das innerlich als ‚stimmiger‘ empfundene Gegengeschlecht“ verlaufe. An diesem Prozess seien, wie auch an der Entwicklung einer „erziehungskonformen“ Geschlechtsidentität, „biologische, innerpsychische und soziokulturelle Faktoren“ beteiligt, die ihre Wirkung „in der frühen Kindheit“ zu entfalten beginnen „und erst nach der Pubertät zu einem relativen Abschluß“ kämen. Dabei wären „Kultur und Natur“ einerseits und „Anlage und Erziehung“ andererseits keineswegs „einander […] ausschließende, sondern vielmehr notwendig ergänzende und bedingende Mechanismen“. Bewertungen allerdings „hängen nicht von – wie auch immer gearteten – Befunden ab, sondern sind politisch-moralische Entscheidungen“.
Für die Entwicklung der Geschlechtsidentität in anderen als den westlich geprägten Kulturen gilt es – nicht in jeder Hinsicht, aber in manchen Merkmalen –, gesonderte Aspekte zu berücksichtigen. Die Psychoanalytikerin Mahrokh Charlier beispielsweise hat über die Entwicklung in „patriarchalischislamischen Gesellschaften“ veröffentlicht.
Versuche, sich mit der Entwicklungspsychologie der Geschlechtsidentität zu befassen, stehen vor einer umfangreichen Fachliteratur in den verschiedenen damit befassten wissenschaftlichen Disziplinen: „Die Herausbildung der Geschlechtsidentität, von Geschlechtsrollenverhalten und -vorstellungen sind seit Jahren Gegenstand einer kaum überschaubaren Fülle von Untersuchungen und Publikationen der Sozialpsychologie, der Differentiellen Psychologie, der empirischen Entwicklungspsychologie usw. Pro Jahr erscheinen hierzu ca. 600 neue Arbeiten allein in der psychologischen Literatur.“ Zur Orientierung schlägt Bosinski einige „Überblicksarbeiten“ vor.

## Binäre Geschlechtsidentität
Die Bezeichnung binäre Geschlechtsidentität hat sich für jene Fälle etabliert, in denen ausschließlich Frauen und Männer als Geschlechtergruppen in den Fokus der Betrachtung gerückt werden (siehe auch Binäre Geschlechterordnung). Auch wenn in der öffentlichen Debatte die geschlechtliche Vielfalt inzwischen breiten Raum eingenommen hat (vergleiche die neue Geschlechtsoption „divers“), gehören Menschen, die sich mit einem dieser beiden Geschlechter zweifelsfrei identifiziert haben, nach wie vor und mit seltenen Ausnahmen überall auf der Welt zu den beiden größten Geschlechtergruppen. Nichtbinäre Geschlechtsidentitäten machen in Deutschland etwa 1 bis 2 % der Bevölkerung aus (vergleiche Inter- und Transgeschlechtlichkeit). Dabei ist zu berücksichtigen, dass selten Zahlen angegeben werden und wenn, dann unterscheiden sie sich „je nach definitorischer Begrenzung und untersuchter Population“.
Auch der Eindruck, die sexuelle Orientierung der Menschen hin zu einer Homo- oder Bisexualität habe in einem Umfang zugenommen, der die Heterosexualität zu verdrängen beginne, täuscht. Diesem Eindruck tritt Bosinski entschieden und mit wissenschaftlichen Mitteln entgegen: „Vielmehr stehen ca. 90 bis 95 % vorwiegend bis ausschließlich heterosexuell […] orientierten Männern ca. 5 bis 8 % mehr oder weniger exklusiv homosexuell orientierte Männer […] gegenüber. Die Zahl der bisexuell orientierten […] liegt stets unter der letztgenannten.“ Auch stehe fest, „dass keine Kultur bekannt ist, in der die durchschnittlich größere sexuell-erotische Attraktion von Männern durch Frauen und von Frauen durch Männern aufgehoben oder gar umgekehrt“ sei.
Ethnographische Untersuchungen haben „trotz der teilweise erheblichen interkulturellen Varianz“ eine „Reihe von kulturübergreifenden Universalien“ zu erkennen gegeben, und die „seinerzeit mit großem Enthusiasmus aufgenommenen Berichte von Magaret Mead (1979) über die angeblich totale kulturelle Relativität der Geschlechterrollen gelten inzwischen als widerlegt“.
Bosinski empfiehlt, die Kategorie der binären Geschlechtsidentität nicht aufzugeben, insbesondere mit Blick auf die kindliche Entwicklung: „Die Kategorien ‚Mann und Frau‘, ‚Junge und Mädchen‘ haben Kompassfunktion bei der Aneignung der Welt, ähnlich wie andere kindliche Urteilskategorien (z. B. ‚Gut und Böse‘).“
Als Fürsprecher der Anerkennung geschlechtlicher Vielfalt empfiehlt der Sexualwissenschaftler Volkmar Sigusch mit Blick auf die sexuelle Diversität einen Aspekt nicht aus dem Auge zu verlieren, er nennt ihn den „festen Kern von Sexualität und Geschlechtlichkeit“.

„Fest ist der sexogenerische Kern, weil beispielsweise kein ‚Bio-Mann‘ je erfahren und verstehen wird, was der Einbruch der Menstruation und der Brüste, was die Blutfüllung der Vorhofschwellkörper, die Vergrößerung der Klitoris und die Kontraktionen im Unterleibsinneren, was Schwangerschaft, Geburt und Stillen oder was das natürliche Verlieren der Fruchtbarkeit in einem Alter, das heute keineswegs als hoch angesehen wird – was all das wirklich bedeutet. Diese mit dem Körpergeschlecht unlösbar verbundenen Ereignisse schlagen sich in Körper und Seele nieder, und nicht zuletzt aus diesen Niederschlägen entsteht das, was wir seit einiger Zeit Sexualität und Geschlechtsidentität nennen.“

## Geschlechtliche Vielfalt
In Deutschland gibt es mindestens in den „großen Städten […] mittlerweile eine schillernde Szene von Angehörigen beider Geschlechter“, die eine Geschlechtsidentität jenseits der binären entwickelt und dafür verschiedene Bezeichnungen vorgesehen haben. Sie definieren sich „jenseits der herkömmlichen Rollenzuschreibungen, ohne dass es sich dabei um krankheitswertige (transsexuelle) Geschlechtsidentitätsstörungen handelt“.
Im Jahr 2012 nahm sich die Bundeszentrale für politische Bildung (bpb) des Themas an. In ihrem Editorial beklagt Anne Seibring die Außenseiterposition, in die Menschen, die anders als alle anderen sind, geraten, und macht auf nicht immer allgemein bekannte Folgen aufmerksam: „Lange Zeit ging die Medizin von der heute höchst umstrittenen Annahme aus, eine stabile Geschlechtsidentität könne bei intersexuell Neugeborenen durch operative Geschlechtszuordnung (manchmal auch ohne Wissen der Eltern) und durch Erziehung im zugewiesenen Geschlecht erreicht werden. Viele Betroffene, die – wenn überhaupt – größtenteils erst im Erwachsenenalter davon erfuhren, sind tief traumatisiert. Für sie wie auch für diejenigen, die von Operationen verschont geblieben sind, sowie für Menschen mit Transidentität kommt hinzu, dass sie in einer Gesellschaft leben, deren binäre Geschlechterordnung kaum Platz lässt für ‚anderes‘.“
Für den Themenschwerpunkt der Bundeszentrale sind neun Artikel von Vertretern verschiedener wissenschaftlicher Disziplinen verfasst worden, die eine Fülle einschlägiger und weiterführender Literatur verarbeiten. Sie geben mit ihren je verschiedenen Schwerpunkten einen Überblick über den zu diesem Zeitpunkt aktuellen Stand der wissenschaftlichen Diskussion. Neben einem Aufsatz von Laura Adamietz zur rechtlichen Situation in Deutschland beschäftigte sich Carolin Küppers mit der soziologischen Dimension des Geschlechtes. Eckart Voland widmete sich zusammen mit Johannes Johow den soziobiologischen Aspekten. Hertha Richter-Appelt, eine der Vorsitzenden der Deutschen Gesellschaft für Sexualforschung und Professorin für Sexualwissenschaft an der Hamburger Universität, befasste sich mit Geschlechtsidentität und -dysphorie. Ulrike Klöppel schrieb über die Medikalisierung uneindeutiger Geschlechter und Michael Wunder fokussierte unter dem Titel Leben zwischen den Geschlechtern auf die Intergeschlechtlichkeit. Rainer Herrn betrachtete Transvestitismus und Transsexualität historisch und sprach in seinem Titel die Ver-körperungen des anderen Geschlechts an. Susanne Schröter rundete das Thema mit ihrer ethnologischen Perspektive ebenso ab wie Arn Sauer und Jana Mittag, die einen Blick auf den internationalen Kontext von Geschlechtsidentität und Menschenrechte wagten.

### Soziologische Aspekte
Laut Carolin Küppers gibt es einen „common sense der Zweigeschlechtlichkeit in unserer Gesellschaft“, der „wenig Raum für geschlechtliche Existenzweisen jenseits der binären Kategorien“ lasse und „ein erstaunliches Beharrungspotenzial“ habe. Mit ihm gehe eine „soziale Verortung von Männern und Frauen“ einher.
Nachdem die Debatte über den Begriff der Geschlechtsidentität längst um die soziologische Dimension erweitert war, hat sich Küppers im Jahr 2012 einer zusammenfassenden Betrachtung gewidmet. „Die Einteilung in zwei eindeutig voneinander zu unterscheidende Geschlechter […] erscheint als ‚natürliche‘ und selbstverständliche Tatsache, stellt sich aber aus soziologischer Perspektive sehr viel komplexer dar.“ Auch unter naturwissenschaftlicher Betrachtung sei es, so Küppers, „mehr als uneindeutig“, was genau die Geschlechterunterschiede markiere. Das Stereotyp der binären Geschlechterverteilung verliere zwar an Bedeutung, sei jedoch „nach wie vor überall präsent“. Dabei stelle sich – in Anlehnung an Paula-Irene Villa – die Frage, „wie ein verhältnismäßig kleiner anatomischer Unterschied so große soziale Folgen haben“ könne:

„Auf die Tendenz, die Differenzierung in zwei Geschlechter auf biologische Unterschiede zu reduzieren, haben angloamerikanische Feministinnen in den 1960er Jahren mit der Abgrenzung von sex und gender reagiert. Der Begriff sex wird in der Regel mit ‚biologisches Geschlecht‘ übersetzt und anatomisch definiert. Der Begriff gender wird meist in der Bedeutung von ‚sozialem Geschlecht‘ verwendet und zielt auf die soziale Konstruktion von geschlechtsspezifischen Rollen und Attributen ab. Die Trennung von sex und gender hat enorme Vorteile gebracht, um gegen einen Alleinerklärungsanspruch der Geschlechterunterscheidung durch biologische Determination argumentieren zu können. Sie enttarnte gender als soziales Konstrukt und deckte auf, dass dichotome Geschlechterzuschreibungen, Geschlechterrollen und Hierarchisierungen historisch entstanden sind und durch gesellschaftliche Strukturierungen, Aushandlungen und Bedeutungszuschreibungen zustande kommen.“

Allerdings werde, so Küppers weiter, in der „aktuellen Geschlechtersoziologie“ die Unterscheidung in Sex und Gender „kaum noch verwendet“, weil sie sich „recht schnell als zu undifferenziert und damit als Nachteil“ erwiesen habe. Nach Kerrin Christiansen ist Geschlechtlichkeit eher „als ein Kontinuum denn als zwei klar zu unterscheidende Pole“ zu verstehen. Die Biologin Sigrid Schmitz relativierte in diesem Zusammenhang die gängige Überzeugung von der größeren Objektivität der Naturwissenschaften gegenüber den Sozialwissenschaften: „Die Naturwissenschaft ist nicht objektiver als andere Wissenschaften, nur weil sie ihre Befunde in einem quantitativ-experimentellen Design reproduziert. Denn auch dieses Design ist von bestimmten theoretischen Vorannahmen geleitet, welche die Auswahl der Daten, ihre Einschlüsse und Auslassungen und die Interpretationen der Befunde beeinflussen.“
„Die Geschlechterordnung“ sei eine „wirkmächtige, herrschaftsdurchtränkte soziale Realität“, die „Normalität“ und den „Zwang“ konstruiere, „sich dieser Norm zu unterwerfen“. Das war, seit sich der Mensch seiner eigenen Körperlichkeit bewusst wurde, schon immer und überall so, wenn auch jeweils verschieden. Geschlecht sei „Teil des sozialen Körperwissens und der Normen der Geschlechterdichotomie“, so Küppers. Mit Hilfe der Sprache würden Menschen die Welt und damit auch Geschlechtlichkeit interpretieren, ihr „Blick auf die Welt“ werde aber „durch eine zeithistorische, spezifische Brille begrenzt“. Und weil im Diskurs über Geschlechtlichkeit definiert werde, was als „normal“ zu gelten habe, werde zugleich „das, was als ‚anders‘ gilt, mit konstruiert“.
Nachdem Simone de Beauvoir sich bereits im Jahr 1949 mit der Frage befasst hatte, was eine Frau zur Frau mache, hat in den 1970er Jahren die Frauenforschung damit begonnen, das Konzept der geschlechtsspezifischen Sozialisation unter dem Postulat zu entwickeln, das Private sei politisch. Seitdem ist der „geschlechtertheoretische Diskurs […] eng mit der politischen Perspektive der Frauenbewegung verbunden“ und mit der Frage nach den „gesellschaftlichen Machtverhältnissen […] verknüpft“. Im Rahmen ihrer Sozialisation „lernen Menschen, was es vor dem jeweiligen gesellschaftlichen Hintergrund bedeutet, eine Frau oder ein Mann zu sein“ und was in diesen Rollen von ihnen erwartet wird. Mit der Zuordnung zu einem Geschlecht „sind spezifische Wahrnehmungen, Zuschreibungen, Hierarchien und Vorannahmen verbunden“, die Einfluss auf die „soziale Interaktion“ nehmen. „Seit den 1990er Jahren“ wird nach Küppers „die Vorstellung einer eindeutigen und stabilen geschlechtlichen Identität […] hinterfragt“. Carol Hagemann-White habe „eine Abkehr vom Sozialisationsparadigma“ und der Annahme einer „Zweigeschlechtlichkeit“ vorgeschlagen und stattdessen auf „verschiedene kulturelle Konstruktionen von Geschlecht“ verwiesen.
„Geschlecht ist nicht etwas, was wir haben, schon gar nicht etwas, was wir sind. Geschlecht ist etwas, was wir tun.“ Küppers beschreibt, wie diese „These […] unter dem Schlagwort des doing gender Eingang in die sozialwissenschaftliche Diskussion gefunden“ habe. Dabei dienten Handlungstheorien dazu, Einblick in jene Vorgänge zu gewähren, mit denen sich Menschen „Normen, Regeln und Strukturen aneignen und handelnd weitergeben“ – in diesen Zusammenhängen auf die Frage bezogen, wie Frauen und Männer ihre Geschlechtlichkeit zum Ausdruck bringen: „Doing gender funktioniert also sowohl über das alltägliche Verhalten als auch über die alltägliche Wahrnehmung.“ Sozialer Interaktion gehe stets eine Zuordnung des Gegenübers zu einem Geschlecht voraus: „Ist die Zuschreibung erfolgt, werden die jeweiligen Einzelheiten der Interaktion eingeordnet und die richtigen Genitalien werden, da sie nicht sichtbar sind, unterstellt.“ Kann jemand keinem Geschlecht zugeordnet werden, „bekommen wir gravierende handlungspraktische Probleme“. Allerdings könnten Geschlechternormen zunehmend hinterfragt werden, was „den Spielraum für nicht normative, geschlechtliche Existenzweisen“ eröffne.

### Soziobiologische Aspekte
Auch „groß angelegte Metastudien“ liefern „insgesamt nur wenige Belege für Geschlechtsunterschiede im Verhalten“ von Männern und Frauen. Diesen Befund bringen Eckart Voland und Johannes Johow mit der in ihren Augen bedauerlichen Tatsache in Verbindung, dass sich diese Studien der „sokratischen Empfehlung“ enthielten, „die ‚Natur in ihre gewachsenen Teile‘ zu zerlegen“. Würden jedoch „die ‚gewachsenen Teile‘ identifiziert“, käme man „zu einem anderen Ergebnis“.  Dann ließen sich „sehr wohl Unterschiede […] statistisch robust beschreiben“ und der „Schatten unserer evolutionären Vergangenheit gerade auch in einer um Emanzipation bemühten Moderne aus[zu]leuchten“.
Soziobiologie sei eine „Milieutheorie menschlichen Verhaltens […] auf genetischer Basis“.
Voland und Johow halten bei ihren soziobiologischen Betrachtungen der Geschlechtsidentität die „Unterteilung in ‚männlich‘ und ‚weiblich‘“ mit Verweis auf die Evolutionsgeschichte für grundsätzlich berechtigt. Sie wollen „eine Unterscheidung der Geschlechter […] versuchen, um trotz aller Gemeinsamkeiten von Männern und Frauen vielleicht doch einige Unterschiede zu entdecken, die als Resultat biologischer Anpassungsprozesse bedeutsam sind“.

„Um zu zeigen, dass die Unterteilung in ‚weiblich‘ und ‚männlich‘ – fernab von der teilweise haarsträubenden populär-wissenschaftlichen ‚Aufbereitung‘ wissenschaftlicher Erkenntnisse – tatsächlich ihre Berechtigung hat, lohnt ein kurzer Exkurs in die Naturgeschichte der Sexualität.“

Dabei beziehen sich die Autoren unter anderem auf Lise Eliot, die sich im Jahr 2011 mit den Trouble with Sex Differences (deutsch: Schwierigkeiten mit den Geschlechterunterschieden) befasste. Seit Darwin lasse sich „die menschliche Natur nicht mehr aus der gemeinsamen Geschichte aller Lebewesen ausklammern“. Sie alle und damit auch die Menschen seien auf „bestmögliche Reproduktion“ eingestellt: „Die verhaltenssteuernde Maschinerie unseres Gehirns produziert biologisch nützliche Repräsentationen der Welt und Emotionen, die uns – Risiken meidend, Chancen nutzend – gleichsam einem Navigationssystem vergleichbar durchs Leben führen.“
Fortpflanzung und Sexualität seien „zwei völlig unterschiedliche Prozesse“ – Vermehrung einerseits und „Austausch von genetischer Information“ andererseits –, die ursprünglich voneinander unabhängig abliefen und sich erst später „evolutionär verkoppelt“ hätten. Dies habe bei fast allen Wirbeltieren „Vermehrung durch Sex“ hervorgebracht.

„Während die weibliche Seite eher durch Risikoaversion, höheren Standards bezüglich der Partnerwahl und weniger variablen Entwicklungsverläufen gekennzeichnet ist, kann die männliche Seite eher mit Attributen wie sexueller Opportunismus, sexuelle und soziale Risikobereitschaft, breitere phänotypische Diversifikation auch in mentalen Aspekten des Lebensvollzugs beschrieben werden.“

Es sei „gewöhnungsbedürftig“, so die Autoren, „sich das Genom als ein Schlachtfeld für genetische Konflikte zwischen männlichen und weiblichen Genen […] vorzustellen“, zugleich aber „sehr erhellend“. Damit hatte sich  Richard Dawkins in seinem Buch Das egoistische Gen ausführlich befasst. Voland und Johow sind überzeugt, dass ein „evolutionärer Friedensschluss im ewigen ‚Krieg der Geschlechter‘ […] aus soziobiologischer Sicht nicht denkbar“ sei. Stets handele es sich um „sehr brüchige Kompromisse eines profunden Interessenskonflikts, den keine Seite endgültig gewinnen“ könne. So gesehen sei Geschlechterdifferenz „ein fester Bestandteil der menschlichen Natur“. Es sei, als spiele Kultur mit dieser Differenz, „aber entgegen eines weit verbreiteten Missverständnisses konstruieren Kulturen nicht diese Differenz.“
Mutationen oder Beschädigungen einzelner Gene hätten mögliche Abweichungen zur Folge, die sich jedoch „innerhalb der menschlichen Bevölkerung mit zwei Prozent aller Geburten nur relativ selten“ finden. Kinder, die sich nach der Geburt äußerlich nicht einem Geschlecht zuordnen lassen, gelten als intersexuell und machen „unter 0,2 Prozent aller Geburten“ aus, so Leonart Sax in seiner Antwort an Anne Fausto-Sterling. Jenseits dieser seltenen Besonderheiten sei die sexuelle Entwicklung weiteren Einflüssen ausgesetzt, zu denen unter anderem der Hormonstatus gehöre. Der werde durch die unterschiedlichsten Faktoren gesteuert. Es lasse sich feststellen, „dass ein äußerst komplexer Entwicklungspfad vom Geschlechtschromosom zur Geschlechtsidentität“ verlaufe. Insofern sei Geschlecht „gar nicht so eine eindeutige Kategorie“, wie oft angenommen werde.
Für die Fähigkeit der beiden Geschlechter, vielfältige „Verhaltensstrategien“ auszubilden, werden in der Regel sowohl genetische Anlagen als auch Umweltfaktoren verantwortlich gemacht. Beide würden sich „nicht unabhängig voneinander betrachten“ lassen. „Bei kaum einem anderen Thema wird die Anlage-Umwelt-Debatte in der breiteren Öffentlichkeit so leidenschaftlich wie ergebnislos geführt wie im Bereich von sex und gender“. Dabei sei „die Debatte im Kern theoretisch weitgehend gelöst“, wie Voland und Johow in Anlehnung an Adolf Heschl feststellen. Dennoch würden „‚Kulturisten‘ und ‚Biologisten‘ unversöhnlich aufeinandertreffen“, weil „nicht gut verstanden“ sei, dass „Anlage und Umwelt nicht additiv“, sondern „synergetisch“ wirksam würden. Dabei brächten die „in den Genen festgeschriebenen Baupläne“ in Abhängigkeit von Umweltbedingungen in Erleben und Verhalten des Menschen Strategien hervor, die ihrerseits auf die Umgebung Einfluss nähmen. „Häufig“ werde allerdings übersehen, „dass in den biologischen Informationsträgern die ‚Reaktionsnorm‘ des Organismus auf je verschiedene Umweltfaktoren festgeschrieben“ sei. Deswegen könne die „Umwelt den sich entwickelnden Organismus auch nicht gleichsam ‚nach eigenen Regeln‘ konstruieren“. In dieser „Angelegenheit“ habe das „letzte Wort“ die „Erbinformation“.

### Juristische Aspekte
Nachdem die Bundesregierung den Deutschen Ethikrat beauftragt hatte, sich mit dem Thema Intersexualität zu befassen, kam es am 23. Februar 2012 zu entsprechenden Empfehlungen. Danach sollte „für Menschen mit uneindeutigem Geschlecht die Kategorie ‚anderes‘ im Personenstandsrecht vorgesehen werden.“ Im Jahr 2011 hatte das Bundesverfassungsgericht einige Regelungen des Transsexuellengesetzes für verfassungswidrig erklärt und unter anderem eine Änderung des Eintrages im Personenstandsregister „auch ohne körperliche, operative ‚Angleichung‘ zugelassen“. Das Personenstandsgesetz wurde mit Wirkung zum 1. November 2013 geändert. Zwar lässt das Gesetz auch weiterhin keinen Eintrag für Intersexualität zu, doch wenn eine eindeutige Zuordnung zu einem der beiden vorgesehenen Geschlechter nicht möglich ist, kann ein entsprechender Eintrag im Geburtenregister entfallen.
Laura Adamietz wertet für ihren Aufsatz mit dem Titel Geschlechtsidentität im deutschen Recht eine Reihe von wissenschaftlichen Veröffentlichungen aus, die zum Teil auch anderen Disziplinen als der Rechtswissenschaft entstammen. Dabei wäre zu berücksichtigen, dass manche ihrer Aussagen aus dem Jahr 2012 durch die Änderung des Personenstandsgesetzes im Jahr 2013 überholt sind. Adamietz sieht in den neuen Entwicklungen zu diesem Thema eine „Herausforderung für das Rechtssystem“. In Deutschland unterliege es „rechtlicher Regulierung“ ebenso, wie in anderen Ländern, „ob und wie Geschlechtsidentität ausgelebt werden darf“. Gleichwohl werde „weder Geschlecht noch Geschlechtsidentität […] vom Recht definiert“. „Rechtsvorschriften“ würden immer seltener „an das Geschlecht“ anknüpfen und wenn, dann allgemein im Zusammenhang mit dem Diskriminierungsverbot und speziell in zwei Fällen:

„Bei der Entscheidung, ob zwei Menschen (wegen der Verschieden- beziehungsweise Gleichgeschlechtlichkeit ihrer Verbindung) heiraten oder sich ‚verpartnern‘ können, und in Artikel 12a GG (Wehrpflicht nur für Männer).“

Allerdings halte „das Recht an der Bedeutsamkeit der Frage“ fest, „wer eigentlich welches Geschlecht“ habe, und zwar für die Einträge in Reisepass, Geburtsurkunde und Geburtenregister. Es erkläre aber weder, „was Geschlecht ist, noch, wie die Geschlechtszugehörigkeit festzustellen“ sei. Adamietz empfiehlt, „im deutschen Rechtsdiskurs“ von Geschlechtsidentität „zu sprechen, wenn tatsächlich das individuelle Geschlechtszugehörigkeitsempfinden allein und nicht (auch) die sexuelle Orientierung gemeint“ sei. Das entspreche „auch dem Sprachgebrauch des BVerfG“.
Der „Schutz von Geschlechtsidentität“ werde trotz aller von den Betroffenen erlebten Diskriminierung „nicht im Antidiskriminierungsrecht“ geregelt, „sondern anlässlich der Frage der personenstandsrechtlichen Anerkennung dieser ‚abweichenden‘ Geschlechtsidentität verhandelt“. Dabei wäre nach Adamietz zu bedenken, „dass man an das Geschlecht, das einem bei Geburt zugewiesen wurde, gebunden“ sei. Man könne „dieses ‚rechtliche Geschlecht‘ nicht ohne Weiteres […] ändern“, obwohl sich die „Geschlechtsidentität eines Menschen […] bei dessen Geburt […] nicht erkennen“ lasse, da sie sich erst „im Laufe seines Lebens“ entwickele. Die „beiden Hauptanwendungsfälle eines Rechts auf (ungestörtes Ausleben der) Geschlechtsidentität“ würden „danach unterschieden, ob sie auf einer angeborenen körperlichen Besonderheit beruhen oder nicht“.
Der „Schauplatz der Anerkennungskämpfe von Transidentitäten“ sei das Transsexuellengesetz (TSG) und es sei „wie jedes Gesetz ein Kind seiner Zeit“. Die dort verwendeten Begriffe entsprächen dem „Sprachgebrauch der Entstehungszeit (1980)“ und gäben zu erkennen, „dass dem TSG das damals durchaus zeitgemäße Konzept ‚Transsexualität‘ zugrunde“ gelegen habe. Es habe „auf einer (pathologisierenden) Vorstellung von Transidentität als psychischer Störung“ aufgebaut, die an einige „Schlüsselsymptome geknüpft“ gewesen sei. Inzwischen habe „die Sexualforschung diese Diagnostik revidiert“ und neue Begriffe hätten sich etabliert. Auch sei es „zu Revisionen des TSG durch das BVerfG“ gekommen, das bis 2012 acht Mal „mit Fragen von Transidentität“ befasst gewesen sei.
Dennoch bleibe „noch Einiges zu tun“. Adamietz meint, „temporäre Geschlechtswechsel sollten Teil einer möglichen und anerkennungsfähigen Transidentität sein“, aber dafür biete „das TSG mit seiner jetzigen Voraussetzung der Dauerhaftigkeit keinen Raum“. Zwar seien Änderungen „so niederschwellig wie nie“ möglich, aber einfach sei ein „rechtlicher Geschlechtswechsel dennoch nicht“. Den Betroffenen werde noch immer „ein langwieriges und kostspieliges Verfahren“ auferlegt. Auch befürchtet sie, „dass sich die ohnehin schon problematische Gutachterpraxis“ verschärfen könnte, gibt aber zugleich ihrer Hoffnung Ausdruck, „dass das TSG in einer Gesamtüberarbeitung noch von weiteren diskriminierenden, aber bisher noch nicht angegriffenen Regelungen bereinigt“ werde.
In einem gesonderten Abschnitt befasst sich Adamietz ausführlich mit den gesetzlichen Regelungen zum Thema Intersexualität. Auch hierbei gehe es „um die Anerkennung einer normabweichenden Geschlechtszugehörigkeit“. Zwar sei mit der „Einführung des Bürgerlichen Gesetzbuches (BGB)“ der Begriff des „Zwitters“ aus dem „deutschen Rechtssystem verschwunden“, doch sei „die Eintragung eines weder männlichen noch weiblichen Geschlechts in Geburtsregister, -urkunde und Pass […] bisher noch nicht erreicht“ worden. Allerdings würden sich aufgrund der „öffentliche[n] Aufmerksamkeit“ inzwischen Bundestag, Landesparlamente und „jüngst der Deutsche Ethikrat im Auftrag der Bundesregierung“ mit dieser Thematik beschäftigen – noch ohne gesetzgeberische „Initiative“. Deswegen hofft Adamietz, dass das BVerfG auch hier „zum Wegbereiter“ werde. „Nach heutigem Recht“ gelte, „dass das Geschlecht eines Menschen registriert werden“ und im Geburtsregister ein „binär codiertes Geschlecht“ eingetragen werden müsse. Auch bestehe „Regelungsbedarf“, weil immer noch „Kinder mit uneindeutigen Genitalien an diesen operiert“ würden, „bevor sie Einwilligungsfähigkeit erlangt“ hätten. Das Bundesverfassungsgericht habe, so Adamietz, mit seiner „achten Entscheidung zur Transidentität […] die Rechtskategorie ‚Geschlecht‘ auf radikale Weise dekonstruiert und denaturalisiert, indem es ihr die Notwendigkeit einer körperlichen Basis abgesprochen“ habe.
Die rechtspolitische Diskussion befasse sich, so Adamietz zusammenfassend, mit „der straf-, medizin- und sorgerechtlichen Regulierung“ im Rahmen vielfältiger Fallkonstruktionen. Dabei werde „der Ruf nach der Möglichkeit“ eines Geschlechtseintrages laut, „der weder männlich noch weiblich“ definiert wäre. Damit solle „zwischengeschlechtlichen Identifikationen“ eine „rechtliche Anerkennung“ verliehen werden. Für „vielversprechender“ hält Adamietz eine „Utopie, auf die Geschlechtszuweisung und -erfassung ganz zu verzichten“ und fragt: „Wozu braucht das Recht ‚Geschlecht‘?“

### Sexualwissenschaftliche Aspekte
„Geschlechtsidentität wird thematisiert, wenn Unsicherheit auftritt“. Auf diese einfache Formel bringt die Psychoanalytikerin und Sexualwissenschaftlerin Hertha Richter-Appelt in ihrem Artikel Geschlechtsidentität und -dysphorie die öffentliche Diskussion zum Thema. Verunsicherung könne entstehen, wenn beispielsweise Unfruchtbarkeit Fragen aufwerfe, Körper und Körpererleben nicht übereinstimmten oder Irritationen auftauchten, weil der Körper nicht eindeutig als männlich oder weiblich zu identifizieren sei.
Auch Richter-Appelt erwähnt, dass in der zweiten Hälfte des 20. Jahrhunderts eine „binäre Vorstellung von Geschlecht […] das Denken“ bestimmt habe. Ziel medizinischen und psychologischen Wirkens sei „eine stabile männliche oder weibliche Geschlechtsidentität“ gewesen. Dabei wurden „Begriffe der psychosexuellen Entwicklung“, wie Binarität oder Geschlechtsidentität weder „definiert“ noch „hinterfragt“ und „uneinheitlich verwendet“.
Da sich an der uneinheitlichen Verwendung der Begriffe nicht viel geändert habe, schlägt Richter-Appelt folgende Definitionen vor:
- geschlechtstypisches Verhalten: „bei einem Geschlecht häufig beobachtete Verhaltensweisen“.
- geschlechtsspezifisches Verhalten: tritt „jeweils nur bei einem Geschlecht auf“ (z. B. Stillen eines Kindes)
- Geschlechtsrolle: „Gesamtheit der kulturell erwarteten, als angemessen betrachteten und zugeschriebenen Fähigkeiten, Interessen, Einstellungen und Verhaltensweisen des jeweiligen Geschlechts“. All dies unterliege „einem Wandel innerhalb der und zwischen den Kulturen“.
- Geschlechtsidentität: „das subjektive Gefühl eines Menschen, sich als Mann oder Frau (oder dazwischen) zu erleben“. Ein solches Gefühl finde sich „zu allen Zeiten und in allen Kulturen“.
- Geschlechtsrollenidentität: „die öffentliche Manifestation der Geschlechtsidentität einer bestimmten Person in einem bestimmten Rollenverhalten“. Damit werde „alles, was eine Person sagt oder tut“ zusammengefasst, was zeigen soll, ob und wie weit sich jemand welchem Geschlecht „zugehörig erlebt“.
- Sexuelle Identität: „das subjektive Erleben einer Person als hetero-, homo-, bi- oder asexuell“.
- Sexuelle Präferenz: „beschreibt, wodurch eine Person sexuell erregt wird“.
- Sexuelle Orientierung: betrifft „die Partnerwahl“. Meist stimme sie „mit der sexuellen Identität überein.“

Ausführlich befasst sich Richter-Appelt mit der Inter- und der Transgeschlechtlichkeit. Unter dem Begriff der Intersexualität „werden eine Reihe unterschiedlicher Phänomene zusammengefasst, bei denen die geschlechtsdeterminierenden und -differenzierenden Merkmale des Körpers (Chromosomen, Gene, Keimdrüsen, Hormone, äußere Geschlechtsorgane und Geschlechtsmerkmale) nicht alle dem gleichen Geschlecht entsprechen.“ Darüber hat die Autorin gesondert veröffentlicht. Bei den „verschiedenen Formen der Intersexualität“ stelle die „Vorhersage der Geschlechtsidentität“ ein „besonderes Problem“ dar. Personen mit Intersexualität seien „in ihrem Geschlechtserleben oft nicht eindeutig“ und würden deshalb auch keine Eindeutigkeit zum Ausdruck bringen. Intersexualität wird als „Störung der Geschlechtsentwicklung“ verstanden, was von „den Betroffenen […] kritisiert“ werde. Diese Menschen seien „oft bereits in der frühen Kindheit einem Geschlecht zugewiesen (gender allocation) und körperlich angeglichen (sex assignment)“ worden – in der „Hoffnung, auch die Entwicklung einer ungestörten, dem angepassten Geschlecht entsprechende Geschlechtsidentität zu gewährleisten“.
Über die Frage, wann von Transsexualität gesprochen werden kann, herrscht Uneinigkeit. Personen mit Transsexualität würden, so Richter-Appelt „in der Regel den gesunden männlichen oder weiblichen Körper dem subjektiv erlebten Geschlecht mehr oder minder anpassen“ wollen. „Seit die geschlechtsanpassenden Operationen keine notwendige Voraussetzung für eine Personenstandsänderung mehr darstellen, kann ein deutlicher Rückgang beziehungsweise eine  verzögertes Anstreben genitalchirurgischer Eingriffe vor allem bei älteren Personen beobachtet werden.“ Der Begriff Transsexualität werde kritisiert, weil es nicht um Sexualität, sondern um Identität gehe und so werde häufig von Transidentität oder Transgender gesprochen. „Im internationalen medizinischen Klassifikationssystem“ (ICD) sei „von einer Störung der Geschlechtsidentität“ die Rede. Eine sogenannte Geschlechtsdysphorie (siehe Dysphorie und Geschlechtsidentitätsstörung) hätten Inter- oder Transsexuelle, die unter einer „Irritation des subjektiven Geschlechtserlebens“ leiden, was aber nicht bei allen der Fall sei.
Zur Entwicklung der Geschlechtsidentität als einem Aspekt „des Identitätserlebens“ – also der Frage „Wer bin ich?“ – erinnert Richter-Appelt an zahlreiche Einflussgrößen, die an ihrer Herausbildung beteiligt sind: „Körperlich-biologische Faktoren“ ebenso wie „psychische und soziale Bedingungen“, aber auch „Hormone als Folge von genetischen und epigenetischen Prädispositionen“ neben „Erziehungsmaßnahmen der Eltern und Identifizierungen und Selbstkategorisierungen des Kindes.“ Hinzu kämen „kulturelle Normen und Geschlechtsrollenerwartungen“.
Das medizinische und psychologische Handeln Mitte des 20. Jahrhunderts wurde in späteren Jahren teilweise harsch kritisiert. Dazu erinnert Richter-Appelt daran, „wie sehr Menschen mit entweder nicht eindeutigem Geschlecht, aber auch diejenigen Menschen, die den Körper als nicht ihrem Geschlecht entsprechend empfanden, darunter gelitten haben.“ Ärzte und Psychologen „verfolgten das Ziel, dieses Leid zu lindern.“ Den Konzepten dieser Zeit lag „ein binäres Verständnis von Geschlecht zugrunde“, dem „Therapeuten, Endokrinologen und Chirurgen“ ebenso wie Psychoanalytiker unterlagen. „Erfahrungen der vergangenen Jahre“, so stellt Richter-Appelt fest, „haben uns eines Besseren belehrt“. In der Psychoanalyse des 21. Jahrhunderts gehe es „um eine multifaktorielle Determinierung des Identitätserlebens, das sehr viel vielfältiger ausfallen kann als ausschließlich männlich oder weiblich.“
Für die Entwicklung der Geschlechtsidentität gehe man inzwischen davon aus, „dass sie in vielen Fällen weitgehend konfliktfrei erlebt wird“. In anderen Fällen könne es „zu unterschiedlichen Zeitpunkten der Entwicklung […] zu einem Hinterfragen, zu einer Dysphorie kommen“. Irritationen könnten „sowohl durch biologische Faktoren, die bisher nur wenig bekannt sind, etwa genetische, hormonelle Prozesse, durch Erfahrungen im Umgang mit dem Körper, durch Selbst- und Fremdkategorisierungen und entwicklungsbedingte Konflikte, vor allem aber durch Beziehungserfahrungen beeinflusst werden.“

„Ein zentrales Thema in der psychoanalytischen Auseinandersetzung mit der Entwicklung der Geschlechtsidentität ist die Frage der Beziehungsgestaltung. Bereits in der Kindheit wird die Grundlage gelegt, welche Beziehungen im Laufe des Lebens gelebt werden können. Sowohl die Psychoanalyse wie auch die Bindungstheorie nehmen an, dass frühe Beziehungserfahrungen wichtig sind für das Geschlechtsidentitätserleben. Supportives, responsives Verhalten und präsente Bezugspersonen in der Kindheit sind Grundlage für ein selbstsicheres Identitätserleben.“

Das Kind nimmt in seinen ersten Lebensjahren, die eigene „Körperlichkeit“ gleichsam in Besitz; es komme, wie Richter-Appelt es nennt, zu dem „Entwurf einer Topografie lustvoller Erfahrungen“. Unter Abweichungen würden in der Regel zunächst nicht die Kinder leiden, sondern ihre Eltern. Treten Abweichungen auf, seien die Kinder Einflüssen ausgesetzt, die Angst erzeugen können, nicht angenommen oder „nicht begehrt“ zu werden. Dadurch könne es „zu einer Verunsicherung in der Identitätsentwicklung“ kommen. Das „Erleben der Andersartigkeit“ könne „schon früh zu einer Vereinsamung führen“. Andererseits habe sich gezeigt, „dass ein toleranter Umgang mit nicht geschlechtsspezifischen Interessen und Verhaltensweisen zu einer stabileren Entwicklung des Selbst führen kann und dann die so oft befürchtete Stigmatisierung als weniger traumatisierend erlebt“ werde. „Ein bewusster und offener Umgang mit der spezifischen Situation und die Akzeptanz des Kindes in seiner Besonderheit könnten die Grundlage für eine möglichst ungestörte Entwicklung darstellen.“

### Medizinhistorische Aspekte
„Obwohl sich Organisationen intergeschlechtlicher Menschen dagegen seit Langem wehren, gilt ein – gemessen an der Norm des männlichen und weiblichen Geschlechts – ‚uneindeutiges‘ Geschlecht noch immer als krankhaft und behandlungsbedürftig. Medizinische Autorität, Glaube an die medizinisch-technische Machbarkeit, gesellschaftlicher Anpassungsdruck und die Haltung der Politik bilden ein Konglomerat, das ein Umdenken verhindert – auf Kosten der körperlichen Unversehrtheit und des Selbstbestimmungsrechts intergeschlechtlicher Menschen.“

Mit diesen Worten leitet Klöppel „für den deutschsprachigen Raum“ ihre medizinhistorischen Betrachtungen zu der Frage ein, wie sich „die medizinische Definitionsmacht über Intersexualität historisch durchsetzen“ konnte. „Zentral dafür war […] die Konstruktion der ‚Geschlechtsidentität‘ als psychischer Entität Mitte des 20. Jahrhunderts.“

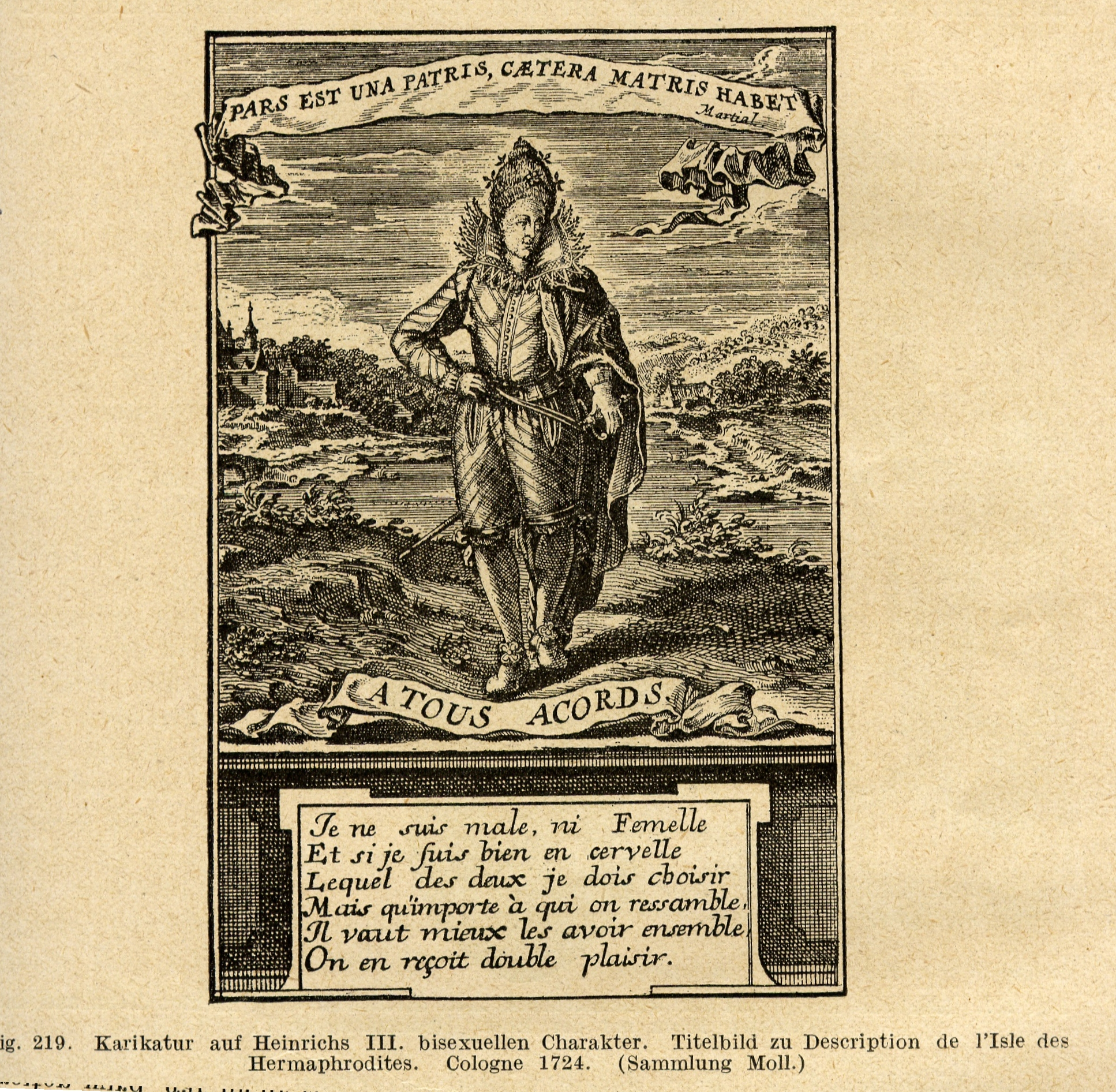
Albert Moll, Handbuch der Sexualwissenschaften, F. C. Vogel, Leipzig 1921, S. 491.

Bereits im 16. Jahrhundert habe es die ersten „Versuche der Medikalisierung ‚uneindeutigen‘ Geschlechts“ gegeben. Klöppel versteht darunter den „selbstproklamierte[n] Anspruch der Ärzte“, nur sie seien befähigt, in zweifelhaften Fällen eine „Geschlechtszuweisung […] vorzunehmen“. Die Zweifelsfälle wären seinerzeit Hermaphroditen genannt worden. Ihre Zuweisung zu einem der beiden eindeutigen Geschlechter sei „eine Frage wissenschaftlicher Wahrheit […], dessen Lösung genaue anatomische Kenntnisse erfordere und folglich in die alleinige Zuständigkeit akademisch geschulter Heilkundiger gehöre“. Dieser Anspruch der Ärzte sei jedoch „bis ins 19. Jahrhundert hinein“ ohne „praktische Konsequenzen“ geblieben und sei möglicherweise der „im deutschsprachigen Raum uneinheitliche[n] Rechtslage“ geschuldet.

„Der Bayerische Codex Maximilianeus Civilis von 1756 schrieb vor: ‚Hermaphroditen werden dem Geschlecht beygezehlt, welches nach Rath und Meinung deren Verständigen vordringt; falls sich aber die Gleichheit hierin bezeigt, sollen sie selbst eines erwählen, und von dem Erwählten sub Poena Falsi (unter Drohung der Strafe für Meineid, U. K.) nicht abweichen.‘“

Daneben sah auch „Paragraf 20 des Allgemeinen Landrechts für die Preußischen Staaten von 1794“ ein „Wahlrecht für erwachsene Hermaphroditen“ vor – ebenfalls ohne Pflicht, einen Sachverständigen zu befragen. „Nur in rechtlichen Streitfällen war ein Sachverständigenurteil erforderlich“. Über den Beruf der Sachverständigen hätten beide Gesetze jedoch nichts ausgesagt, so dass auch Hebammen „von Gerichten herangezogen werden“ konnten. Diese allerdings seien nach den sogenannten Hebammenordnungen verpflichtet gewesen, „im Falle von ‚Missgeburten‘, zu denen auch Hermaphroditen zählten, einen Arzt hinzuzuziehen“, was in der Praxis aber kaum geschehen sei. So bringt Klöppel den Anspruch der Ärzte, „nur sie seien fähig und befugt, die Geschlechtszuweisung von Hermaphroditen vorzunehmen“ mit dem Versuch in Verbindung, „auf diese Weise ein weiteres Zuständigkeitsfeld gegenüber der Konkurrenz der Hebammen, Barbiere und der nicht akademisch ausgebildeten Chirurgen hinzuzugewinnen“.
Nach der Gründung des Deutschen Reichs im Jahr 1871 habe sich die „rechtliche Situation von Hermaphroditen […] komplett“ geändert. Das Personenstandsgesetz wurde eingeführt und ihr „Geschlechtswahlrecht“ entfiel. Die Gesetze sahen eine eindeutige Zuordnung zu einem Geschlecht vor, obwohl „führende Wissenschaftler davon aus[gingen], dass es ein Kontinuum der Geschlechter gebe, in welchem die verschiedenen Varianten des Hermaphroditismus die Zwischenstufen verkörperten“. Zu den Vertretern dieser Position gehörte Rudolf Virchow. Er habe, gemeinsam mit anderen gefordert, „dass der Gesetzgeber eine Lösung für die standesamtliche Registrierung solcher Menschen schaffen müsse“ und das Geschlechtswahlrecht wieder eingeführt werde. Vorstöße einiger Juristen, „die Rechtslage zu ändern, konnten sich nicht durchsetzen“. Das Recht forderte „eine eindeutige Zuweisung, überließ aber der Medizin, die Beurteilungskriterien dafür festzulegen“. So hätten die Ärzte „tatsächlich die Rolle, die sie seit dem 16. Jahrhundert gefordert hatten“ erhalten. Dazu habe auch der Rückgang der Hausgeburten beigetragen. Sie waren um das Jahr 1900 „vorherrschend“ gewesen. „Klinikentbindungen“ stiegen in den folgenden 30 Jahren auf „ungefähr 50 Prozent“ und betrugen 1970 „fast 100 Prozent“.
„Für die tatsächliche Durchsetzung der medizinischen Expertenstellung war […] die Entwicklung ab Mitte des 20. Jahrhunderts entscheidend.“ Intersexualität sei der „nun gängige Terminus“ gewesen. Von der Ärzteschaft in Deutschland sei beklagt worden, „dass es keine wissenschaftlichen Kriterien für die Geschlechtszuweisung von Intersexuellen“ gebe, weshalb die Mehrzahl vorgeschlagen habe, „ärztliche Eingriffe am ‚subjektiven‘ Geschlecht zu orientieren“ und „genitalplastische“ Operationen im Kindesalter zu versagen, auch „wenn die Eltern dies wünschten“. Technisch war es inzwischen „kein Problem mehr […], ‚uneindeutige‘ Genitalien chirurgisch und hormonell an die männliche respektive weibliche Norm anzugleichen“. Geschah dies auf Wunsch der Eltern „in einzelne[n] Fällen“ doch, habe sich „scharfe Kritik“ in der Ärzteschaft geregt, obwohl „Genitalplastiken im Kindesalter“ aus anderen Gründen als der Intersexualität „keineswegs grundsätzlich tabu“ gewesen seien. Es war empfohlen, „bei intersexuellen Kindern mit chirurgischen Eingriffen bis mindestens in die Pubertät abzuwarten“ – „bis die seelische Einstellung erkennbar“ wäre.
Anders habe es in Übersee ausgesehen, wo „am Baltimorer Johns Hopkins Hospital in den USA Genitaloperationen an intersexuellen Kindern bereits systematisch durchgeführt“ worden seien. Die operierten Kinder wären von einer „Forschungsgruppe um den Psychologen John Money“ untersucht worden.

„Sie kam zu dem Ergebnis, dass sich im Babyalter operierte und eindeutig als Mädchen oder Jungen erzogene Personen mit ihrer Geschlechtsrolle identifizierten, ein angepasstes Verhalten und heterosexuelle Orientierung zeigten, und zwar selbst dann, wenn die Zuweisung nicht mit dem biologischen Geschlecht übereinstimmte. Daraus leitete die Forschungsgruppe die Theorie ab, dass die Psychosexualität durch die Geschlechtszuweisung, die Erziehung und das Körperbild geprägt würden. Eine Einflussnahme sei aber nur in der kritischen Phase der ersten beiden Lebensjahre möglich, danach identifiziere sich das Kind irreversibel als männlich oder weiblich.“

Die Überzeugungen der Mediziner in Deutschland, die „psychosexuelle Entwicklung“ dieser Kinder sei „nicht vorhersagbar“, sind laut Klöppel mit diesen Forschungsergebnissen „theoretisch und praktisch infrage gestellt“ worden. Den neuen Erkenntnissen hätten sie sich „nicht auf Dauer widersetzen“ können. Money habe ein theoretisches Modell entwickelt, nachdem die „frühkindliche soziale Prägung“ mit der „pränatale[n] Hormonkonstellation“ interagiere, was „schließlich auch die verbliebenen deutschen Kritiker“ überzeugt habe. In den 1990er Jahren hätten sich dann „Proteste von Organisationen intergeschlechtlicher Menschen“ Gehör verschafft und „eine gewisse Sensibilisierung der Medizin für die Probleme von Genitaloperationen im Kindesalter bewirkt“. Ein „Ende dieser Praxis“ sei aber „noch nicht in Sicht“.
Klöppel schlussfolgert, dass aus dieser Entwicklung, die nicht nur systematische „Genitaloperationen an intersexuellen Kindern“ hervorgebracht habe, sondern auch eine medizinisch-psychologische „Forschung, die darauf zielte, die Einflussfaktoren der psychosexuellen Entwicklung zu isolieren und zu kontrollieren“, sich „im Verlauf des 20. Jahrhunderts“ als „neue psychische Entität“ die Geschlechtsidentität herausgebildet habe. Sie sei „das Resultat eines Konstruktionsprozesses, der um die Jahrhundertwende mit der Herauslösung des psychosexuellen Empfindens aus der Einheit des biologischen Geschlechts“ begonnen habe. Seitdem gelte eine „eindeutige und stabile affektive Bindung an den männlichen respektive weiblichen Geschlechtsstatus“ als „Grundbedingung psychischer Gesundheit und sozialer Integration“. Damit werde ein „normatives Skript den Körpern und der Psyche intergeschlechtlicher Menschen autoritär“ eingeschrieben.

### Ethische Aspekte
Michael Wunder hat sich ausführlich mit der „Stellungnahme zum Thema Intersexualität“ des Deutschen Ethikrates befasst, der „ein intensiver Dialog mit Betroffenen, Selbsthilfegruppen und Wissenschaftlern und Wissenschaftlerinnen“ einerseits und einige wissenschaftliche Studien andererseits vorausgegangen sei. Geleitet war Wunder durch sein Anliegen, „das Thema aus der Tabuzone heraus zu holen“ und es „in den Bereich der Normalität zu bringen“.
Die erste Interessenvertretung für Intersexuelle sei 1990 unter dem Namen Intersex Society of North America gegründet worden. Mit einiger zeitlicher Verzögerung seien im „deutschsprachigen Raum“ Selbsthilfegruppen entstanden, im Jahr 2004 der Verein Intersexuelle Menschen und 2010 der Verein Zwischengeschlecht. Ihnen seien zahlreiche weitere mit je verschiedenen Schwerpunkten gefolgt, aber einig in ihrer Kritik „an der Einordnung der Intersexualität als Krankheit“.
Der Verein Intersexuelle Menschen habe sich 2008 an den zuständigen Ausschuss der Vereinten Nationen gewandt, über Verstöße gegen die Anti-Diskriminierungskonvention berichtet und Vorschläge zur „Vermeidung und Behebung von Konventionsverstößen“ unterbreitet. Daraufhin habe der UN-Ausschuss die Bundesregierung aufgefordert, das internationale Abkommen „zur Beseitigung jeder Form der Diskriminierung“ zu überwachen und seine Einhaltung zu gewährleisten. In der Folge habe die Bundesregierung im Jahr 2010 den Deutschen Ethikrat damit beauftragt, sich mit diesem Thema in Abgrenzung zu „Fragen der Transsexualität“ zu befassen, nachdem sich die Interessenvertretungen der Betroffenen bereits zuvor an ihn gewandt hätten, weil sie unter einem „invalidierenden Umfeld“ und einer „zu schnell handelnden und bedrohlich erlebten Medizin“, aber auch unter „gesellschaftlicher Ignoranz und fehlender Unterstützung“ litten.

„Der Doppelauftrag der Regierung, einen Dialog zu führen und eine Stellungnahme zu erarbeiten, hat sich als überaus produktiv und angemessen erwiesen. Der Dialog wurde mit einer umfangreichen Befragung der Betroffenen, an der sich rund 200 Personen beteiligt haben, eingeleitet und mit einer großen öffentlichen Anhörung im Juni 2011 sowie einem moderierten Online-Diskurs weitergeführt. Hieraus haben sich unzählige Anregungen und Informationen, aber auch Kontroversen ergeben, die ebenso wie die Ergebnisse einer systematisierten Befragung von über 40 Wissenschaftlern und Wissenschaftlerinnen aus den Bereichen der Medizin, des Rechts, der Psychologie, der Ethik und der Philosophie in die öffentliche Stellungnahme eingingen.“

Weil der Begriff Intersexualität „weder eindeutig noch unstrittig“ sei und einige Gruppen ihn für sich als diskriminierend ablehnen, habe „der Bericht des Deutschen Ethikrates auf den medizinischen Begriff DSD“ zurückgegriffen, der „nach dem Vorschlag auch deutscher Ethiker und Mediziner als differences of sexual development übersetzt und verstanden werden solle“.
Die „pathologische Sichtweise auf Intersexualität“, die sich in den 1950er Jahren durch die Ergebnisse der Forschungsgruppe um den „amerikanischen Psychologen John Money“ etabliert habe, sei erst im Jahr 2005 „innerhalb der Medizin revidiert“ worden – auf der Chicago Consensus Conference. Hier habe der „Wandel im Verständnis von Intersexualität“ mit der Forderung nach ethischen „Grundsätze[n] und Empfehlungen bei DSD“ seinen Anfang genommen. Fortan sollten „chirurgische und hormonelle Eingriffe an Kindern mit uneindeutigem Geschlecht […] nur noch unter bestimmten Bedingungen“ und einer „zwingenden medizinischen Indikation“ erfolgen. Wann eine solche zu stellen wäre, sei jedoch strittig geblieben. „Wissenschaftliche Langzeitstudien zu den Folgen medizinischer Eingriffe bei Intersexualität fehlen weitgehend“.
Zwei „empirische Studien zur Lebensqualität“ von Intersexuellen hätten dem Ethikrat vorgelegen – die sogenannte Netzwerkstudie und die Hamburger Intersex-Studie –, eine dritte Erhebung führte er selbst durch. „Keine der drei Studien kann für sich den Anspruch der Repräsentativität erheben“, dennoch könnten, „auch mangels anderer Quellen, die Angaben dieser drei Studien wichtige Anhaltspunkte geben“. Etwa 70 bis 80 % „der in diesen drei Studien erfassten DSD-Betroffenen“ seien „chirurgischen Eingriffen unterzogen“ worden, die meisten davon „in einem nicht zustimmungsfähigen Alter“. Die Ergebnisse zur „subjektiv geäußerten Lebensqualität“ seien uneinheitlich, je nachdem, welche Untergruppe in welcher Studie betrachtet werde. Schlüsse hätten aus den Befunden nur mit „aller gebotenen Vorsicht“ gezogen werden können, dabei je andere für die verschiedenen Untergruppen.
Die „Forderungen zur Verbesserung der Situation“ durch die Betroffenen weisen eine große Vielfalt auf. Sie reichen von „mehr Aufklärung in der Gesellschaft“ über die Einrichtung von „außerklinische[n] Kontakt- und Beratungszentren“ bis zu „finanzielle[n] und strukturelle[n] Hilfen für Selbsthilfegruppen zur Errichtung eines bundesweiten Hilfenetzwerks“. Aus der Wissenschaft würden „interdisziplinäre Kompetenzzentren zur fachlich bestmöglichen Behandlung der Betroffenen mit mehr Zeit, weniger Entscheidungsdruck und größerer Beachtung der jeweils individuellen Umstände“ gefordert. Wo nötig, würden Forderungen für Maßnahmen zur Behebung „mangelhafte[r] Integration und Teilhabe an der Gesellschaft“ erhoben.
„Der Deutsche Ethikrat hat vor dem Hintergrund dieser Befunde eine differenzierte Betrachtung der verschiedenen Untergruppen von DSD vorgenommen und unterscheidet zwischen geschlechtsvereindeutigenden und geschlechtszuordnenden Eingriffen.“ Geschlechtszuordnende Operationen „bewertet der Ethikrat als einen Eingriff in das Recht auf körperliche Unversehrtheit und auf Wahrung der geschlechtlichen und sexuellen Identität, über die grundsätzlich nur die Betroffenen selbst“ entscheiden könnten. Insofern solle mit derlei Eingriffen bis zum Erreichen des „entscheidungsfähige[n] Alter[s]“ gewartet werden – sofern nicht „eine schwerwiegende Gefahr für die physische Gesundheit des Kindes“ dem entgegenstehe. Für die „vereindeutigenden Eingriffe“, die der Ethikrat für „weniger gravierend“ hält, schlägt er eine „umfassende Abwägung der medizinischen, psychologischen und psychosozialen Vor- und Nachteile im Sinne des Kindeswohls“ vor und „im Zweifel“, die „Entscheidungsfähigkeit der Betroffenen“ abzuwarten. Der Ethikrat empfiehlt, „die medizinische Diagnostik und Behandlung von DSD-Betroffenen nur in einem speziell dafür qualifizierten, interdisziplinär zusammengesetzten Kompetenzzentrum von Ärzten, Psychologen, Sozialberatern und anderen Experten vorzunehmen“. Für die Geschlechtszuordnung wird vorgeschlagen, „neben den Alternativen ‚weiblich‘ und ‚männlich‘ nach australischem Vorbild auch die Kategorie ‚anderes‘ einzuführen und für das Personenstandsregister die Möglichkeit eines späteren Eintrages vorzusehen“.
Zusammenfassend schlägt Wunder vor, als Ziel anzustreben, dass „Menschen mit DSD“ mit ihrer „Besonderheit und als Teil gesellschaftlicher Vielfalt Respekt und Unterstützung der Gesellschaft erfahren“.

### Historische Aspekte

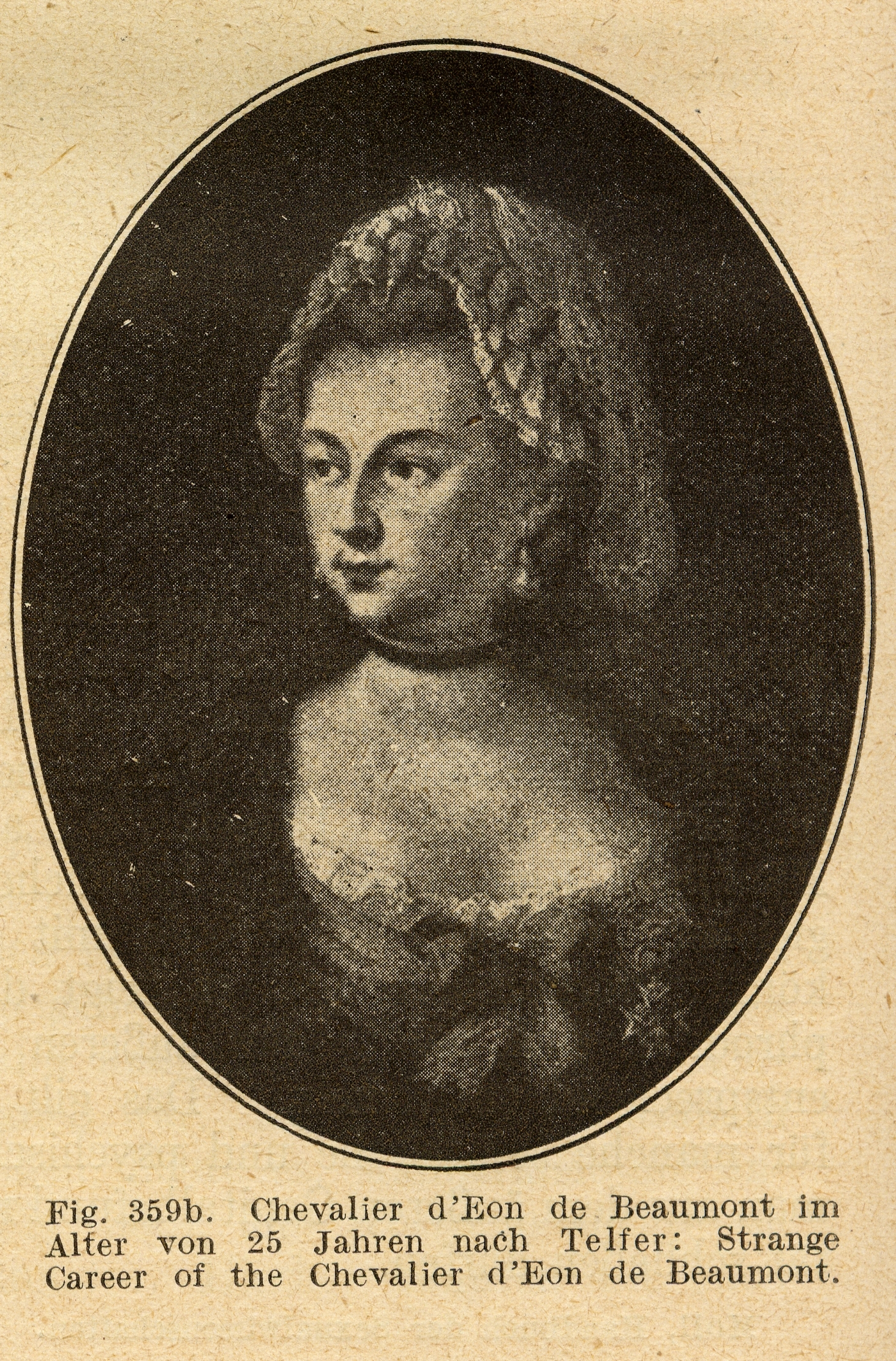
Chevalier d’Éon

Rainer Herrn, wissenschaftlicher Mitarbeiter am Institut für Geschichte der Medizin der Charité und seit 1991 Mitarbeiter der Magnus-Hirschfeld-Gesellschaft, befasste sich – Transvestitismus und Transgeschlechtlichkeit im Fokus – mit der Geschichte des Wunsches nach Verwirklichung eines anderen als des biologischen Geschlechts und ließ dabei prominente Sexualwissenschaftler aus dem 19. und 20. Jahrhundert zu Wort kommen.
„Cross-Dressing – der Wechsel zur Kleidung des anderen Geschlechts – und, oft damit verbunden, der Wechsel des sozialen Geschlechts sind in der europäischen Kulturgeschichte seit Langem bekannt“, weniger allerdings über „die Motive und den sozialen Alltag solcher historischer Personen“. Lange habe es für sie keinen „bezeichnenden Begriff“ gegeben. Sie galten in Deutschland „bis Mitte des 19. Jahrhunderts als Hochstapler und Schwindler, einige wurden gar der Spionage verdächtigt“.
Als Cross-Dressing während des „späten 19. Jahrhunderts in den medizinischen Blick“ geriet, sei „auf tradierte Konzepte der Mischgeschlechtlichkeit zurückgegriffen“ worden, zu denen insbesondere der „Hermaphroditismus“ gezählt habe. Cross-Dressing sei mit dem „gleichgeschlechtliche[n] sexuelle[n] Begehren der Männer“ in Verbindung gebracht worden, „für das sich im 20. Jahrhundert der Begriff ‚Homosexualität‘ durchsetzte“. Karl Heinrich Ulrichs – soweit bekannt, der erste bekennende Homosexuelle – habe seine seit 1864 erschienenen „emanzipatorischen Streitschriften“ gegen die „nach preußischem Recht“ geltende „Strafbarkeit sexueller Handlungen zwischen Männern“ verfasst. Seine Schriften „regten um 1870 zunächst den Berliner Ordinarius und Charité-Psychiater Carl Westphal und zehn Jahre später dessen Grazer Kollegen Richard von Krafft-Ebing zur Begründung der modernen Sexualpathologie an“. Er „stellte die These von der weiblichen Seele im männlichen Körper auf“.

„In der sexualpathologischen Denkrichtung des letzten Drittels des 19. Jahrhunderts fand eine Koppelung von Cross-Dressing mit gleichgeschlechtlichem Begehren zu einem Gesamtphänomen statt, eben jener ‚conträren Sexualempfindung‘. Diese neue Diagnose umgreift als Sammelbezeichnung ausnahmslos alle von den Geschlechternormen abweichenden Gefühls- und Verhaltensweisen.“

Ulrichs selbst „lehnte in seinem emanzipatorisch angelegten Konzept […] jede Krankheitszuschreibung ab“. Eine „sexualpathologische Ausdeutung“ sei erst mit der „Rezeption seiner Schriften“ erfolgt.
Mit der Jahrhundertwende sei es zu einer „zunehmenden Verwissenschaftlichung, Popularisierung und Politisierung der Homosexualität“ gekommen. Im Jahr 1897 ist das Wissenschaftlich-humanitäre Komitee etabliert worden und damit „wurde der Homosexuelle in der Öffentlichkeit ein geläufiger Sozialcharakter“. Mitbegründer dieser Vereinigung war Magnus Hirschfeld, dessen „Forschungen über sexuelle Zwischenstufen“ den Begriff der Zwischenstufentheorie hervorbrachte, der sich seit dem Jahr 1903 durchgesetzt habe. Er gab das Jahrbuch für sexuelle Zwischenstufen heraus, dessen Ziel es gewesen sei, „über die ganze Fülle mischgeschlechtlicher Formen zu berichten“.
Nicht immer seien Cross-Dresser damit einverstanden gewesen, wenn sie als homosexuell bezeichnet wurden. Sie hätten das Gespräch mit Hirschfeld gesucht, der daraufhin seinen „Entwurf des Transvestitismus“ entwickelt habe, mit dem sie von der Gruppe der Homosexuellen unterschieden wurden. Auch die Homosexuellen suchten Abstand zu den Cross-Dressern und hätten mit ihnen nicht in einer Gruppe zusammengefasst werden wollen. „Das Ziel der Homosexuellenbewegung [war] die Abschaffung des Paragrafen 175 Reichsstrafgesetzbuchs (RStGB).“ Aber auch Personen, „die polizeilich als Transvestiten erkannt wurden, [waren] wegen der ‚Erregung öffentlichen Ärgernisses‘ und somit ‚Störung der öffentlichen Ordnung‘ mit empfindlichen Strafen bedroht“.
In Berlin habe sich „eine vielfältige Transvestitenkultur mit eigenen Lokalen, Treffpunkten, Organisationen und Zeitschriften entfaltet“ und Hirschfeld habe „gemeinsam mit seinem Kollegen Iwan Bloch um 1910 mit der Polizeibehörde eine Übereinkunft“ ausgehandelt, „nach der von einer Festnahme abgesehen wurde“, sofern ein sogenannter und „ärztlich beglaubigter“ Transvestitenschein vorgelegt werden konnte. Seit dem Jahr 1921 sei es dann „in einem gutachterlichen Verfahren“ möglich gewesen, „eindeutig auf das Geschlecht verweisende Vornamen durch einen neutralen […] zu ersetzen“, was jedoch einige Abhängigkeit vom „Wohlwollen der Gutachter“, aber auch „vom Verständnis der Polizei und Justiz“ mit sich gebracht habe.
Zur Zeit des Wirkens von Hirschfeld habe es zwar unter den Transvestiten einige gegeben, „die nicht nur die Kleidung des anderen Geschlechts bevorzugten, sondern sich diesem ganz zugehörig fühlten“. Dennoch fänden sich keine Mitteilungen über Wünsche nach geschlechtsanpassenden Operationen, zumal die „geeigneten Techniken“ noch gar nicht entwickelt waren. Bald aber, noch zu Beginn des 20. Jahrhunderts, sei es zu einer „Bedeutungsaufladung des Geschlechtskörpers“, wie Herrn es nennt, gekommen und diese habe nicht nur eine „Neudefinition und Aufwertung“ des Körperlichen mit sich gebracht, sondern auch Einfluss auf die „Konstruktion des Selbst“ genommen.
Im Zuge dieser Entwicklungen sei bei jenen, „die sich dem anderen Geschlecht zugehörig fühlten“ der zunehmend drängende Wunsch nach einer auch „physischen Umgestaltung“ des eigenen Körpers entstanden. Tiefes Leid hätte „Einzelne“ dazu veranlasst, „irreversible Umgestaltungen durch invasive Eingriffe – wie sie Kastration und Amputation darstellen – durchzusetzen oder an sich selbst vorzunehmen“. Die „dazu nötigen Techniken wurden in der um 1900 aufkommenden kosmetischen Medizin entwickelt“. Noch allerdings sei es nicht um Anpassung an das erwünschte Geschlecht gegangen, sondern darum, „die Zeichen des Herkunftsgeschlechts zu tilgen“. Zunehmend seien Personen, die Cross-Dressing betrieben, von jenen unterschieden worden, die sich gänzlich „dem anderen Geschlecht zugehörig“ fühlten. Wissenschaftlicher Protagonist dieser Differenzierung sei der englische Sexualwissenschaftler Havelock Ellis gewesen.
Erste „Versuche operativer Geschlechtsumwandlung“ sollen mit dem Berliner Chirurgen Richard Mühsam begonnen haben, der 1912 einen „von ihm so bezeichneten weiblichen Transvestiten“ operiert habe und dabei „Brüste und Gebärmutter“ entfernte. Obwohl die „Eingriffe aus heutiger Sicht als erste ärztlich ausgeführte Geschlechtsumwandlung von Frau-zu-Mann gelten dürfen, wurden sie damals nicht als solche betrachtet“. Genaugenommen handelte es sich auch nach heutigem Verständnis dabei noch nicht um eine Geschlechtsumwandlung, da dafür Weiteres vorausgesetzt wird. Sieben Jahre später eröffnete Hirschfeld „1919 sein Institut für Sexualwissenschaft“ und „allein im ersten Jahr“ hätten „zwölf Männer um eine Kastration“ gebeten. Bis auf zwei hätten alle anderen von ihrem Wunsch abgebracht werden können.
„Die erste komplett dokumentierte Mann-zu-Frau-Geschlechtsumwandlung erfolgte 1920/1921 bei einem Patienten des Hirschfeld-Instituts“ – durchgeführt an einem „Medizinstudenten, der mit der Pistole in der Hand mit Suizid drohte“. Für Herrn entsprang diese Operation „der individuellen Notlage eines Patienten und medizinischen Omnipotenzphantasien“ der Ärzte. Im Jahr 1931 habe Felix Abraham „in einer ersten medizinischen Veröffentlichung“ über „die Routine der Operationen“ berichtet, die mit „Unterstützung des Instituts für Sexualwissenschaft erfolgten“. Neben Abraham gehörte seit 1925 auch Ludwig Levy-Lenz zu den Mitarbeitern des Instituts. Die „bekannteste dieser frühen Geschlechtsumwandlungen“ sei „die des dänischen Malers Einar Wegener“ gewesen.
Nach der „Machtübernahme der Nationalsozialisten 1933“ sind die „Wünsche nach Geschlechtsumwandlung“ angeblich verschwunden, so dass „Karl Bonhoeffer 1941 berichtete“, sie seien ihm im Gegensatz zur Weimarer Zeit nicht mehr begegnet. Über das „Schicksal der vor 1933 Operierten liegen keine systematischen Forschungen vor“.

„Erst in den 1950er Jahren setzte in den USA erneut eine medizinische Diskussion über die Geschlechtsumwandlung ein, allerdings nicht mit direkten Bezug auf die deutsche Vorläuferschaft, ohne die sie freilich nicht zu denken ist.“

Bis in die 1960er Jahre habe es gedauert, bis „in beiden deutschen Staaten von ‚Transsexualismus‘, später von ‚Transsexualität‘ gesprochen“ wurde, nachdem „Benjamins Arbeiten“ rezipiert worden seien. Denn Harry Benjamin hatte den Begriff transsexuality eingeführt.

### Ethnologische Aspekte
„Was einen Mann oder eine Frau ausmacht, ob zwei oder mehr Geschlechter anerkannt werden, inwieweit Körper, Sexualität und soziale Rollen als konstitutiv für Geschlecht gelten – all dies ist vom jeweiligen kulturellen Kontext abhängig und unterliegt Prozessen des kulturellen Wandels. In vielen Gesellschaften, vor allem außerhalb Europas, unterscheiden sich Geschlechterkonstruktionen und auch die Grenzverläufe zwischen den Kategorien ‚Mann‘ und ‚Frau‘ von den uns bekannten Mustern, gibt es temporäre oder auch dauerhafte Alternativen zu geschlechtlicher Eindeutigkeit, die als ‚drittes Geschlecht‘ bekannt wurden.“

Unter ethnologischer Perspektive beschreibt Schröter diese Grenzverläufe an Beispielen aus Asien, Nordamerika, dem Balkan und Brasilien.
In Indien zählen Hijras zu den Angehörigen „des dritten Geschlechts“; es heißt, sie seien weit über die Landesgrenzen hinaus bekannt. Sie werden „als Intersexuelle bezeichnet und mit einer vergangenen göttlichen Ordnung in Verbindung gebracht“. Sie „gelten als mit übernatürlichen Kräfte[n] begabt“ und eine ihrer „vornehmsten Aufgaben“ bestehe darin, „Neugeborene zu segnen“. Dafür würden sie „Familien, in denen gerade ein Kind geboren wurde“, besuchen – mit oder ohne Einladung.
Entgegen dieser „idealisierten Konzeption spirituell begnadeter Intersexueller“ würden „die meisten hijras allerdings nicht mit uneindeutigem, sondern mit eindeutig männlichem Geschlecht geboren“ und es seien „Homosexuelle oder Transsexuelle“. Die „indische Gesellschaft“ akzeptiere „sexuelle männliche Devianz nur in dieser Form“. Sofern es tatsächlich Intersexuelle seien, „gelten sie von Natur aus mit dem Heiligen gezeichnet“. Doch aller „Heiligkeit zum Trotz“ sei ihr Alltag schon immer „durch ein Leben am Rand der Gesellschaft“ geprägt. Da sie von Segnungen allein nicht leben könnten, arbeiteten sie „primär als aggressive Bettler und Prostituierte“. Ihre „Gemeinschaften“ glichen „organisierten Bordellbetrieben“, „in denen Ausbeutungsstrukturen vorherrschen“. Obwohl „der religiöse Hintergrund des Phänomens gern in den Vordergrund gestellt“ werde, sei die „Motivation, hijra zu werden, nur selten religiös begründet“.
Daneben erwähnt Schröter ein „pakistanisch-muslimisches Äquivalent, das khusra genannt“ werde. Auch für dieses Phänomen in Pakistan gebe es Erzählungen, deren „Wahrheitsgehalt“ von Haniya Rais, einer Anthropologin, bestritten werde. Sie reduziere es „auf eine homosexuelle Subkultur“, in der Intersexualität idealisiert werde und „eine eigene Hierarchie“ konstituiere, „an deren Spitze, nach Rais, diejenigen stehen, die sich dem Kastrationsritual unterzogen haben, während khusras, die noch nicht kastriert sind, oder temporäre Homosexuelle (zenanas) als weniger rein gelten“. Khusras seien „häufig Anhänger lokaler Heiligenkulte und praktizieren eine mystisch ausgerichtete Form des Islam“. Sie würden „von der Bevölkerung, mit der sie leben, geachtet“.

„Die Institution der hijras und khusras ist somit kein Zeichen von Liberalismus oder gar der Nicht-Existenz einer rigiden Geschlechterordnung, sondern ein Ventil für diejenigen, die aufgrund ihrer Biologie oder ihres devianten Begehrens aus dem vorgegebenen starren Rahmen herausfallen.“

Auch die Kulturzeitschrift Fikrun wa Fann nahm sich mit einem ausführlichen Artikel des dritten Geschlechts in Pakistan an.

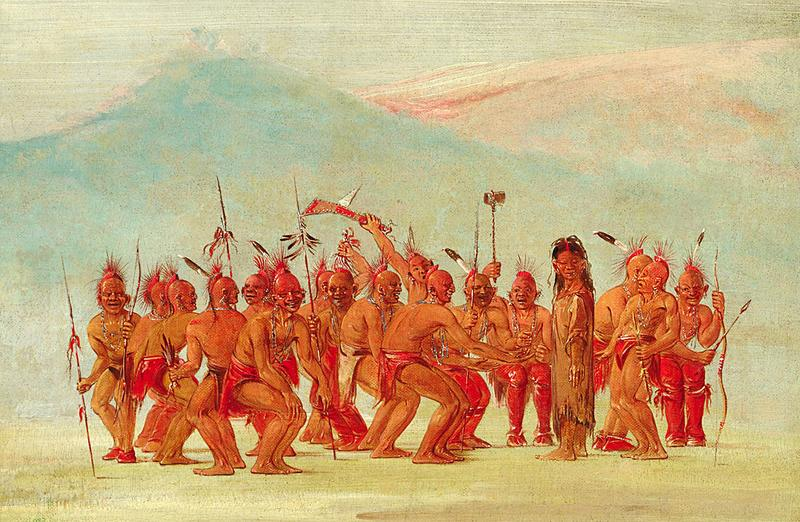
Dance to the Berdache (Gemälde von George Catlin: 1796–1872)

In den „indigenen Gesellschaften des nördlichen Amerikas“, so Schröter, sei die „Institution des dritten Geschlechts seit dem 16. Jahrhundert überliefert“. Dafür hatten sich zu verschiedener Zeit unterschiedliche Begriffe durchgesetzt, bis sich aufgrund der Kritik von „indianischen Aktivistinnen und Aktivisten“ Ende des 20. Jahrhunderts „die Bezeichnung two spirit“ durchsetzte. Auch hier gebe es „Mythen, die auf einen idealisierten doppelgeschlechtlichen Zustand verweisen“. Allerdings sei es hier nicht nur um die „sexuelle Präferenz“, sondern auch um eine „generelle ‚Tätigkeitspräferenz‘“ gegangen, denn two spirits strebten auch die „soziale Rolle des anderen Geschlechts an, dessen Position im Arbeitsprozess und in der Familie, in der Politik und im Krieg“. In diesem Sinne habe der Anthropologe Thomas Wesley für die Navajo von „fünf verschiedenen Geschlechterrollen“ gesprochen. Bei den Plains-Indianern wurde eine „Kriegerinnentradition“ der sogenannten manly-hearted women (deutsch: Frauen mit Männerherz) beschrieben, die „anerkannt und hoch geachtet“ waren, „weil sie sich dort bewährt hatten, wo Männer Prestige erwerben“. Auch war bei „nordamerikanischen Indianern“ Homosexualität „verpönt, und sexuelle Kontakte waren nur zwischen Personen erlaubt, die als gegengeschlechtlich identifiziert waren“. Noch heute seien Homosexuelle beiderlei Geschlechts weitgehend mit „Ablehnung und Diskriminierung konfrontiert“.
Wie andere Autoren weist auch Schröter darauf hin, dass die „überwiegende Anzahl aller Phänomene des dritten Geschlechts“ Menschen betreffe, die „als Mann-zu-Frau-Wechsler bezeichnet“ werden könnten. Warum das so ist, wurde bisher wissenschaftlich nicht aufgeklärt. Ihr vorletztes Beispiel „der ‚geschworenen Jungfrauen‘ des südlichen Balkans“ stellt insofern eine Ausnahme dar. Es handele „sich um Personen weiblichen Geschlechts, die einen männlichen Habitus pflegen und in ihrer männlichen Rolle von der Gesellschaft anerkannt werden“.

„Geschworene Jungfrauen besitzen einen männlichen Namen, tragen männliche Kleidung, einen männlichen Haarschnitt, rauchen und trinken. Sie gehen ausschließlich ‚männlichen‘ Tätigkeiten wie pflügen, Holz hacken oder Heu machen nach, tragen Waffen und nehmen an Jagden und kriegerischen Handlungen teil. Ihre Verhaltensweisen entsprechen dem albanischen Männlichkeitsstereotyp […].“

Bei dem Phänomen der geschworenen Jungfrauen gehe es – und darüber bestehe „in der Forschung kein Zweifel“ – nicht um eine „institutionalisierte Nische für weibliche Rebellinnen“, sondern um die „Aufrechterhaltung der patriarchalen heterosexuellen Ordnung in Zeiten des Männermangels“, auch wenn nicht jede Einzelne „das Produkt eines familiären Männermangels“ wäre. In der Regel hätten diese Frauen einen Schwur abgelegt, „niemals zu heiraten oder eine sexuelle Beziehung einzugehen“. Es solle aber „vorgekommen sein, dass ‚geschworene Jungfrauen‘ sich von ihrem Status verabschiedet und geheiratet haben“.
Für Brasilien beschreibt Schröter eine „Besonderheit ‚dritter‘ Geschlechtlichkeit“ mit den dort sogenannten „travestis“. Travestis würden sich in Frauen „verwandeln“, indem sie sich „Östrogene in hoher Dosierung“ zuführen und sich „Silikon in Brüste, Hüften, Oberschenkel und Po“ injizieren – bis zu „20 Liter sollen dabei verwendet werden“. Dabei würde „ein perfekter weiblicher Körper mit männlichen Genitalien“ entstehen. Travestis seien „sehr stolz auf gelungene Ergebnisse“ und stehen „sozial und sexuell […] zwischen den Geschlechtern“. Sie hätten „sexuelle Kontakte, in denen sie aktiv und solche, in denen sie passiv“ seien, aber als „Prostituierte begegnen sie Kunden, die penetriert werden wollen“ und die sie „dafür verachten“. Privat gehen sie Beziehungen „ausschließlich zu ‚wirklichen‘ Männern ein“. Geschlechtsumwandlungen „lehnen sie ab, da sie nicht auf maskuline genitale Lust verzichten wollen“, sie „distanzieren sich bewusst von Transsexuellen und verstehen sich eindeutig als Männer“. Als Prostituierte „gebärden sich travestis alles andere als feminin“. Sie seien „brutal, gewalttätig und haben einen zweifelhaften Ruf als Beischlafräuber“. Insgesamt ergebe sich aus ihrer „Selbstinszenierung“ ein „Bild, das in jeglicher Hinsicht auf einer Kombination weiblicher und männlicher Attribute beruht – eine perfekte intersexuelle Konstruktion“.
Zusammenfassend stellt Schröter fest, „dass Geschlecht und Geschlechtsidentität keineswegs ein universales Muster bildet, das sich biologisch fundieren ließe“.

„In der wissenschaftlichen Debatte wird die Existenz von drei oder mehr Geschlechtern häufig als Indikator für eine liberale Geschlechterordnung definiert, die man der vermeintlich repressiveren Ordnung westlicher Gesellschaften entgegensetzt. Das lässt sich allerdings empirisch nicht bestätigen. Die Existenz des dritten Geschlechts bestätigt vielmehr häufig explizit ein hegemoniales System heterosexueller Zweigeschlechtlichkeit, welches Homosexuelle zwingt, ihr Geschlecht zu wechseln.“

### Internationale Aspekte
Arn Sauer und Jana Mittag versuchen in ihrem Beitrag über Geschlechtsidentität und Menschenrechte „den Weg von Unsichtbarmachung, Ausschluss und Unterdrückung hin zum Sichtbarwerden und zu wertschätzender Anerkennung von geschlechtlicher und körperlicher Vielfalt“ in internationalen Zusammenhängen und unter Berücksichtigung der Menschenrechte „zu beschreiben“. Sauer war während seiner „offiziellen Besuche der 47 Mitgliedsstaaten des Europarates […] erschüttert über die Wissensdefizite bezüglich der Menschenrechtsbelange von trans Personen, sogar bei politischen Entscheidungsträgern“. Für eine Definition des Begriffes der geschlechtlichen Identität übernimmt das Autoren-Team jene der Yogyakarta-Prinzipien:

„Unter ‚geschlechtlicher Identität‘ versteht man das tief empfundene innere und persönliche Gefühl der Zugehörigkeit zu einem Geschlecht, das mit dem Geschlecht, das der betroffene Mensch bei seiner Geburt hatte, übereinstimmt oder nicht übereinstimmt; dies schließt die Wahrnehmung des eigenen Körpers (darunter auch die freiwillige Veränderung des äußeren körperlichen Erscheinungsbildes oder der Funktionen des Körpers durch medizinische, chirurgische oder andere Eingriffe) sowie andere Ausdrucksformen des Geschlechts, z. B. durch Kleidung, Sprache und Verhaltensweisen, ein.“

Die Yogyakarta-Prinzipien stehen „am Ende einer über 60-jährigen, kontroversen und bis in die jüngste Vergangenheit vorwiegend medizinisch-psychologisch geführten Debatte zur Identitätsbestimmung, die Trans- und Intersexualität nach wie vor pathologisiert“. Sie seien im Jahr 2006 „von einem international besetzten Gremium“ in der indonesischen Stadt Yogyakarta „entworfen und abgestimmt“ worden und fassten bereits bestehende Standards der Menschenrechte zum Thema Geschlechtsidentität zusammen. Von mindestens fünf Staaten sei bekannt, dass sie ein drittes Geschlecht anerkennen beziehungsweise in Reisepässen als Geschlechtseintrag ein "X" vorsehen. Es seien dies Indien, Pakistan, Nepal, Australien und Neuseeland. Im Jahr 2010 sei in der Generalversammlung des Europarates ein Beschluss gefasst worden, der sich gegen die Diskriminierung auch aufgrund von Geschlechtsidentität richtet. „Einen Überblick über nationale Regelungen in mittlerweile 66 Ländern der Welt gibt das weltweite Mapping der Rechts- und Soziallage“ von Menschen mit einem dritten Geschlecht, das von dem Forschungsprojekt Transrespekt versus Transphobie (TvT) online zur Verfügung gestellt wurde.
Trotz einer „sich allmählich verbessernden internationalen Menschenrechtslage“ seien viele Menschen, die sich einem dritten Geschlecht zugehörig fühlen, „nach wie vor Ziel von Diskriminierung und Gewalt bis hin zu Kapitalverbrechen“. Ihre „juristische sowie medizinische“ Lage sei in „den meisten Ländern dieser Welt“ problematisch. Man treffe „hohe Behandlungskosten“ und „vorgeschriebene Operationen“ an – das „niederländische Transsexuellengesetz schreibt“ beispielsweise „die Sterilität nach wie vor zwingend vor“. Die „medizinischen Diagnosen Transsexualität und Intersexualität“ führten einerseits zu Stigmatisierungen; sie bildeten aber andererseits „in manchen Ländern die Basis für die Kostenerstattung medizinischer Maßnahmen“. Das wiederum „gibt es nur in wenigen Ländern“; „Qualitätsstandards für Operationen existieren häufig nicht“. Wenn keine „gesundheitliche Betreuung existiert“, werde nicht selten zur Selbstbehandlung gegriffen, „mit oft gravierenden gesundheitlichen Schäden bis hin zur Todesfolge“.
Trotz mancher Gemeinsamkeiten gebe es auch zahlreiche Unterschiede. So litten beispielsweise Transmenschen in vielen Ländern „unter der Verweigerung gewollter medizinischer Behandlung“, während Intersexuelle nicht selten „durch Zwangsbehandlungen traumatisiert“ würden, die oft „im nicht-einwilligungsfähigen Alter ohne tatsächliche medizinische Notwendigkeit“ durchgeführt und meist „als weiblich angelegt“ würden. „Die meisten Neo-Genitale weisen – entgegen medizinischer Machbarkeitsversprechen – keine oder keine ausgeprägte Sensibilität auf, Unfruchtbarkeit ist oft eine weitere Konsequenz“. Eine „unkritische Einführung […] westlicher medizinischer Standards“ gefährde zudem in den „wenigen noch vorhandenen vorkolonialen Gesellschaften“ existierende Strukturen, in denen Betroffene „geschützt leben können“.
Für Personenstand und Rechtslage haben sich in den meisten Ländern den jeweils unterschiedlichen kulturellen Besonderheiten entsprechend verschiedene Regelungen und gesetzliche Grundlagen entwickelt. „Verfahren für die Geschlechtseintragung und Vornamensänderung“ seien oft, „wenn überhaupt vorhanden, langwierig und bürokratisch“. In 30 von 61 daraufhin untersuchten Ländern wären „Änderungen möglich“, wenn auch an verschiedene „Bedingungen geknüpft“. In der Regel werde die Vorlage psychiatrischer Gutachten gefordert.
In vielen Ländern würden die „Bedürfnisse“ von Menschen mit einem dritten Geschlecht in der „Öffentlichkeit und auch der Politik“ kaum wahrgenommen, „Informationsangebote“ seien selten und häufig würden „verschiedene Geschlechtidentitäten und sexuelle Orientierungen“ ohne Hinweis auf die unterschiedliche Bedeutung „mit Homosexualität gleichgesetzt“. Die aber sei „in einer Vielzahl von afrikanischen und islamisch geprägten Staaten kriminalisiert, die Strafen gehen bis hin zur Todesstrafe“. Es sei „ein besorgniserregender Trend zur Kriminalisierung […] zu beobachten“.
Die sozioökonomische Situation für Menschen, die sich einem dritten Geschlecht zugehörig fühlen, sei oft durch „Armut und Arbeitslosigkeit“ geprägt und stelle „überall auf der Welt eine elementare Sorge dar“. Von den Betroffenen seien „viele“ als Prostituierte tätig oder übernähmen Tätigkeiten „in anderen illegalen oder gefährlichen Untergrundökonomien“. In manchen Ländern hätten sich Nischen entwickelt, jedoch ohne dass sich die materiellen Bedingungen wesentlich verbesserten.
Aufgrund von Trans- oder Homophobie fehle es nicht nur an Respekt, sondern es bleibe für Menschen „mit nicht geschlechtskonforme[m] Auftreten“ nicht nur bei Diskriminierung. In vielen Ländern seien sie erheblicher Gewalt ausgesetzt, „zum Teil von den eigenen Familien“, in manchen Ländern drohten „Folter und Mord“. So seien von 2008 „bis März 2012 weltweit in 55 Ländern insgesamt 816 Morde […] mit steigenden Fahlzahlen (sic!) dokumentiert“. Selten nur „finden sich öffentliche Fürsprecher, die sich für den Schutz der Menschenrechte […] einsetzen“. Doch es gebe Ausnahmen. So fänden sich „Positivbeispiele“ unter anderem „im pazifischen Raum“.
Noch gebe es für Menschen mit Trans- und Intergeschlechtlichkeit keinen umfassenden „Menschenrechtsschutz“ und noch würden gegen sie gerichtet weltweit zahlreiche „Menschenrechtsverletzungen“ festgestellt. Sie „haben ähnliche aber auch unterschiedliche Probleme“, die nicht immer berücksichtigt würden. Es „existiert beispielsweise keine empirische Forschung zu den Lebens- und Diskriminierungslagen“ von Intergeschlechtlichen „und nur wenig“ zu Transgeschlechtlichen. Die noch „jungen Emanzipationsbewegungen“ der beiden Gruppen kämpften „manchmal zusammen – manchmal getrennt“ um „Entpathologisierung, Entstigmatisierung und als oberstes Primat [um] die Selbstbestimmungsrechte ihrer Mitglieder“.

## Störungen der Geschlechtsidentität
Wenn sich die einschlägige Fachliteratur mit sexuellen Identitätsstörungen befasst, wird nicht immer kenntlich gemacht, welcher Bedeutung die verwendeten Begriffe zugewiesen werden. Viele der in diesem Zusammenhang verwendeten Begriffe tauchen weder in der ICD-10, noch im Vokabular der Psychoanalyse von Laplanche und Pontalis auf. Auch andere Fach-Wörterbücher kennen nur einige wenige der verwendeten Begriffe. Das mag damit zusammenhängen, dass es keine Definition gibt, auf die man sich in den Bezugswissenschaften wie Psychologie, Soziologie oder Sexualwissenschaft geeinigt hätte. Hinzu kommt, dass in Fachkreisen zwar nach wie vor keine Zweifel daran bestehen, dass es krankheitswertige Störungen der Geschlechtsidentität geben kann; doch seit das Thema Transgender in der Öffentlichkeit breit diskutiert wird, haben sich die damit verbundenen Inhalte verändert. Auch ist die Diagnose der früher sogenannten Geschlechtsidentitätsstörung aus dem einschlägigen Diagnosemanual DSM bereits entfernt worden. In der Internationalen Klassifikation der Krankheiten (ICD) ist sie in der derzeit noch gültigen Version 10 jedoch noch enthalten.
Die seit 2007 in Überarbeitung befindliche Version 11 der ICD, deren Veröffentlichung für Mai 2018 geplant war, wird von den einschlägigen Verbänden kontrovers diskutiert. Die Aktion Transsexualität und Menschenrecht hatte 2017 „Widerstand“ angekündigt für den Fall, dass sie sich mit ihrer bei der WHO eingereichten Forderung nicht durchsetzen kann, „die Diagnose ‚Gender incongruence of childhood‘ aus dem kommenden ICD zu streichen“. Im ICD-11 werden die bisherigen Kategorien durch den neuen Begriff der Geschlechtsinkongruenz ersetzt, wobei diese weiter nach Geschlechtsinkongruenz während der Kindheit (HA61) und während der Pubertät oder im Erwachsenenalter (HA60) aufgeschlüsselt wird.
Im DSM-5 ist den krankhaften Störungen der Geschlechtsidentität der Begriff Geschlechtsdysphorie zugeordnet worden.
Als Psychoanalytiker an Fragen der Geschlechtsidentität interessiert beschrieb Robert Stoller in seinem 2014 in dritter Auflage herausgegebenen Buch Perversion – Die erotische Form von Hass unter einer zum Zeitpunkt der Erstauflage noch üblichen binären Betrachtung die möglichen Folgen einer unsicheren Geschlechtsidentität, nachdem er sich zuvor 20 Jahre lang mit der Frage beschäftigt hatte, wie sich Männlichkeit und Weiblichkeit entwickeln.
Ebenfalls aus psychoanalytischer Perspektive und in jener Zeit, als eine binäre Sicht auf die Geschlechter in der Wissenschaft noch der Regelfall war, zugleich aber auch mit forensischem Blick war Estela Welldon mit der Geschlechtsidentität speziell von Frauen befasst. Ihr Buch Perversionen der Frau beschreibt, welche Folgen eine unsichere Geschlechtsidentität bei Frauen haben und unter welchen Umständen sie in eine Perversion entgleisen kann. Eine solche stellt sich allerdings bei Frauen völlig anders als bei Männern dar. Die Erforschung der reproduktiven Funktionen und ihrer Bedeutung für Personen mit diverser Geschlechtsidentität steht aus.
Um frühe Positionen einer Revision zu unterziehen, richtete die Internationale Psychoanalytische Vereinigung eine Arbeitsgruppe ein, die sich den Namen Committee on Sexual and Gender Diversity Studies gab. Sie wurde mit der Aufgabe betraut, sich der Herausforderungen anzunehmen, die sich infolge radikaler Veränderungen in Einstellung und Verständnis von Sexualität, Sexualobjektwahl und Geschlecht stellen, und zu einem multideterminierten Verständnis beizutragen. Dies geschah laut Hemma Rössler-Schülein in der Absicht, „Denken und Theoriebildung“ vor möglicher Einengung und Verzerrung zu bewahren, die mit „kulturellen Einstellungen, Überzeugungen“ und mit „Wahrnehmungen, Fehleinschätzungen und Vorurteilen der Zeit und des Ortes, an dem sie auftreten“, einhergehen können.
Im Jahr 2024 wurden die Ergebnisse einer Studie aus der Universität Ulm vorgelegt, die für Deutschland sämtliche ambulanten Abrechnungsdaten aller gesetzlich Versicherten aus den Jahren 2013 bis 2022 auswertete. Es galt, „erste Daten zu Trends in der Häufigkeit diagnostizierter Störungen der Geschlechtsidentität, zur zeitlichen Stabilität dieser Diagnosen sowie zu psychiatrischen Komorbiditäten zu erfassen“, weil es trotz gesellschaftlicher, medialer und wissenschaftlicher Aufmerksamkeit für Störungen der Geschlechtsidentität „bislang kaum quantitative Daten“ gibt. Die Häufigkeit diagnostizierter Geschlechtsidentitätsstörungen nahm in dem zehn Jahre umfassenden Beobachtungszeitraum um etwa das Achtfache zu, wobei besonders weibliche Jugendliche im Alter zwischen 15 und 19 Jahren betroffen waren. In mehr als 70 % der Fälle war eine weitere psychiatrische Diagnose codiert worden. Fünf Jahre nach Diagnosestellung lag bei mehr als der Hälfte der Betroffenen eine Störung der Geschlechtsidentität nicht mehr vor.

## Philosophische Position zur Gender-Debatte
Die Philosophin Rebekka Reinhard hat im Juli 2017 gemeinsam mit ihrem Kollegen Thomas Vašek vorgeschlagen, „die alte Gender-Debatte [zu] begraben“. Es sei eine „Debatte um die Geschlechterdifferenz“ und sie sei „ideologisch erstarrt“, „intellektuell fruchtlos“ und befinde sich in einer „Sackgasse“. Die beiden Autoren des Magazins Hohe Luft fordern „eine grundlegend andere Sicht“ auf die „Geschlechterdifferenz – eine Sicht, die Menschen in ihrer Individualität und Fähigkeit zur Selbstbestimmung ernst nimmt“. Biologische Unterschiede und soziale Normen seien, so die beiden Autoren, nicht das Entscheidende. Vielmehr nähmen Frauen und Männer „verschiedene Dinge wichtig“, und das sei viel mehr als alles andere die „grundlegende Differenz, welche die Geschlechter voneinander trennt“. Sie schlagen vor, über ein Konzept „nachzudenken“, das sie das „ethische Geschlecht“ nennen, und das würde „auf männlichen und weiblichen Werten“ beruhen. Dieser Werte könnten sich alle Geschlechter bedienen, unabhängig von Biologie oder Sozialisation. Die Autoren kommen zu dem Schluss:
„Erst wenn männliche und weibliche Werte aufeinanderprallen, ohne dass es dabei um Macht und Unterwerfung ginge, kann die Geschlechterdifferenz ihre fruchtbare Wirkung entfalten – als Differenz zwischen Werten, nicht zwischen Männer [sic!] und Frauen.“ (Rebekka Reinhard, Thomas Vašek: Hohe Luft (2017))

## Weiterführendes

### Spezielles (Auswahl)
- Allgemeines Gleichbehandlungsgesetz
- Amarete (Südamerika)
- Androgynie
- Autogynophilie
- Coming-out
- Datenstandards zur Beschreibung des Geschlechts
- Doing Gender
- Drittes Geschlecht
- Erklärungen und Resolutionen der Vereinten Nationen über die sexuelle Orientierung und geschlechtliche Identität
- Femizid
- Gender
- Gender Bias
- Gendersternchen (Symbol)
- Genderbibliothek
- Gender-Mainstreaming
- Gender-Marketing
- Gender Studies
- Genderzid
- Geschichte der LGBT
- Geschlechterdemokratie
- Geschlechtergerechte Sprache
- Geschlechterordnung
- Geschlechterrolle
- Geschlechtersegregation
- Geschlechtssensible Pädagogik
- Geschlechtersoziologie
- Geschlechtertrennung
- Geschlechterverteilung
- Geschlechtsdetermination
- Geschlechtsunterschiede in Sprachen
- Geschlechtsangleichende Maßnahme
- Geschlechtsangleichende Operation
- Geschlechts-Chromatin
- Geschlechtshabitus
- Geschlechtsmerkmal
- Geschlechtsüberprüfung beim Sport
- Gleichstellung der Geschlechter
- Heteronormativität
- Heterosexismus
- Hijra (Südasien)
- Intersexualität
- Kathoey (Thailand)
- Khusra (Pakistan)
- LGBT
- Menschliche Geschlechtsunterschiede
- Nichtbinäre Geschlechtsidentität
- Organization Intersex International
- Passing (Geschlecht)
- Pseudohermaphroditismus
- Queer
- Queer of Color Critique
- Queer Studies
- Queer-Theologie
- Queer-Theorie
- Sexismus
- Sexualdimorphismus
- Sexualmedizin
- Sexuelle Identität
- Transgender
- Transgender Day of Remembrance
- Transgender Network Switzerland
- Transidentität
- Transsexualität
- Transsexualität bei Kindern und Jugendlichen
- Transsexualität im Iran
- Transsexuellengesetz
- Transvestitismus
- Two-Spirit (Nordamerika)
- Yogyakarta-Prinzipien

### Philosophisches (Auswahl)
- Das andere Geschlecht
- Das Unbehagen der Geschlechter
- Geschlecht und Charakter

### Filme (Auswahl)
- Aus eines Mannes Mädchenjahren (1919)
- Geschlecht in Fesseln (1928)
- In einem Jahr mit 13 Monden (1978)
- Tootsie (1982)
- Gendernauts – eine Reise durch das Land der Neuen Geschlechter (1999)
- Das verordnete Geschlecht (2001)
- Be Like Others (2008)
- Mein Sohn Helen (2015)

### Festivals
- Queersicht: 1996 gegründetes LGBT-Filmfestival in Bern
- Queer Lisboa: 1997 gegründetes schwul-lesbisches Filmfestival in Lissabon

### Kunst
- Kunstausstellung 2016 in Frankfurt am Main.